# Biserica de lemn din Sulighete

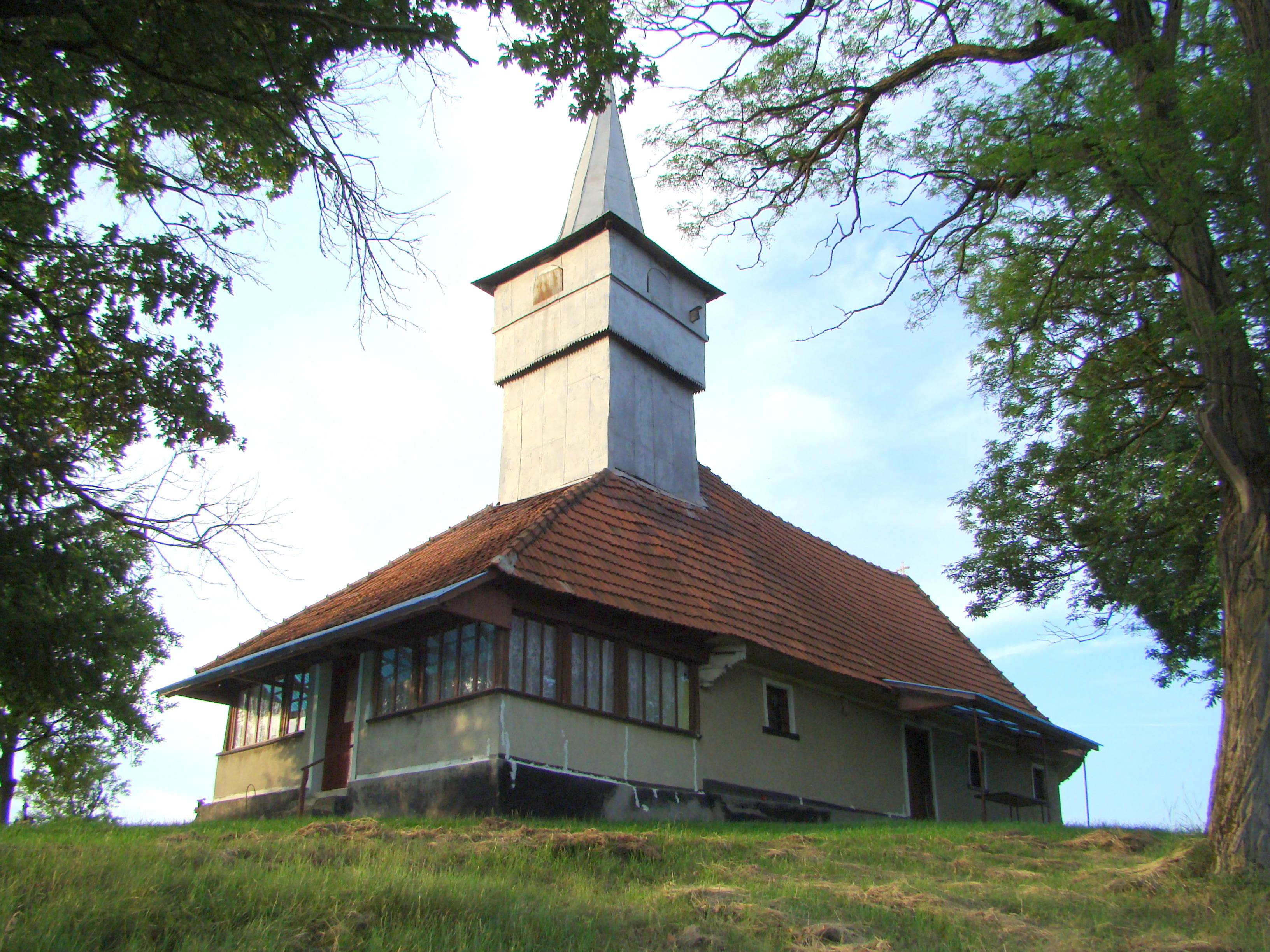
Biserica de lemn „Adormirea Maicii Domnului”, sat Sulighete, comuna Șoimuș, județul Hunedoara, foto: iunie 2009.

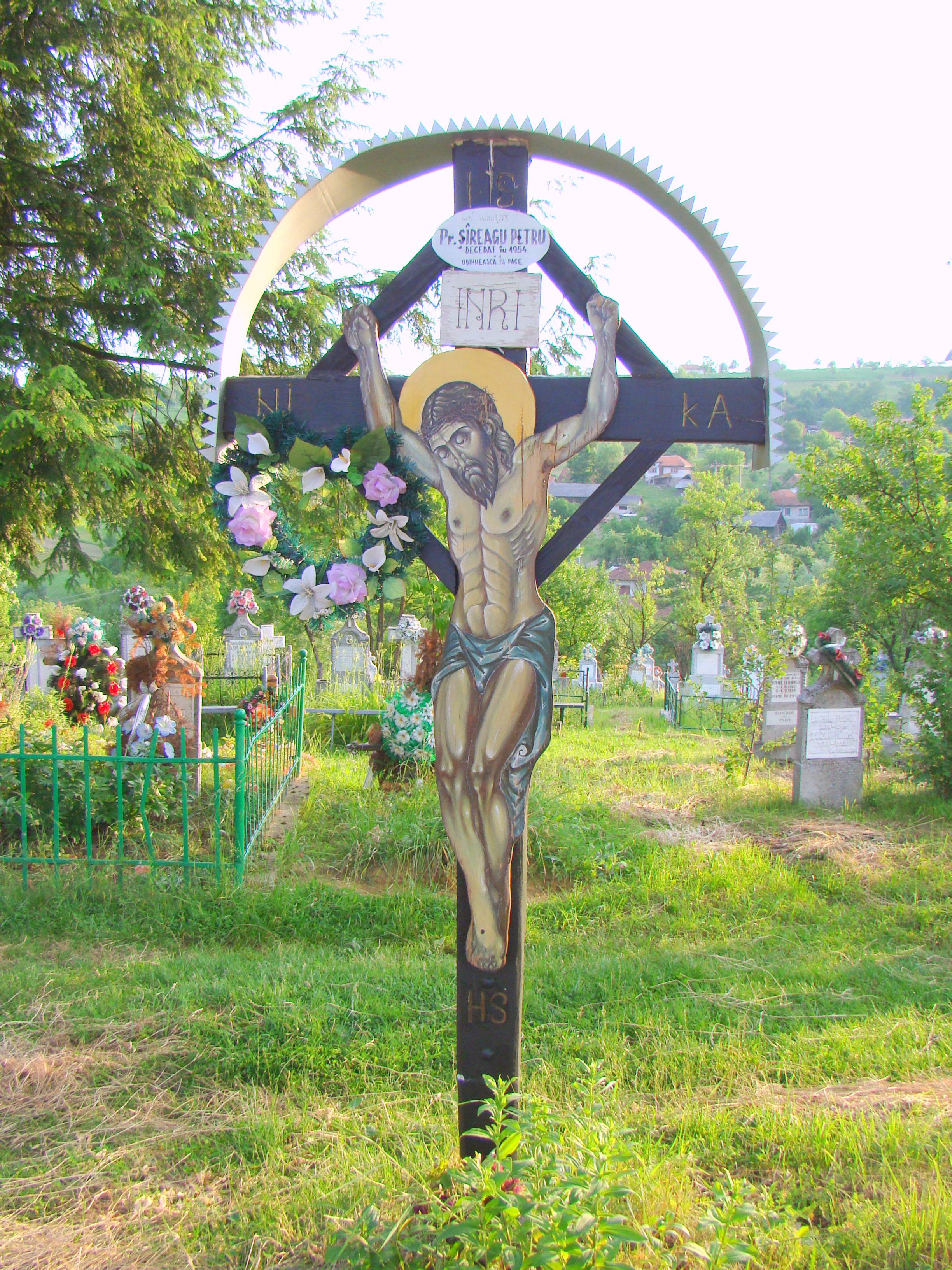
Troița și cimitirul

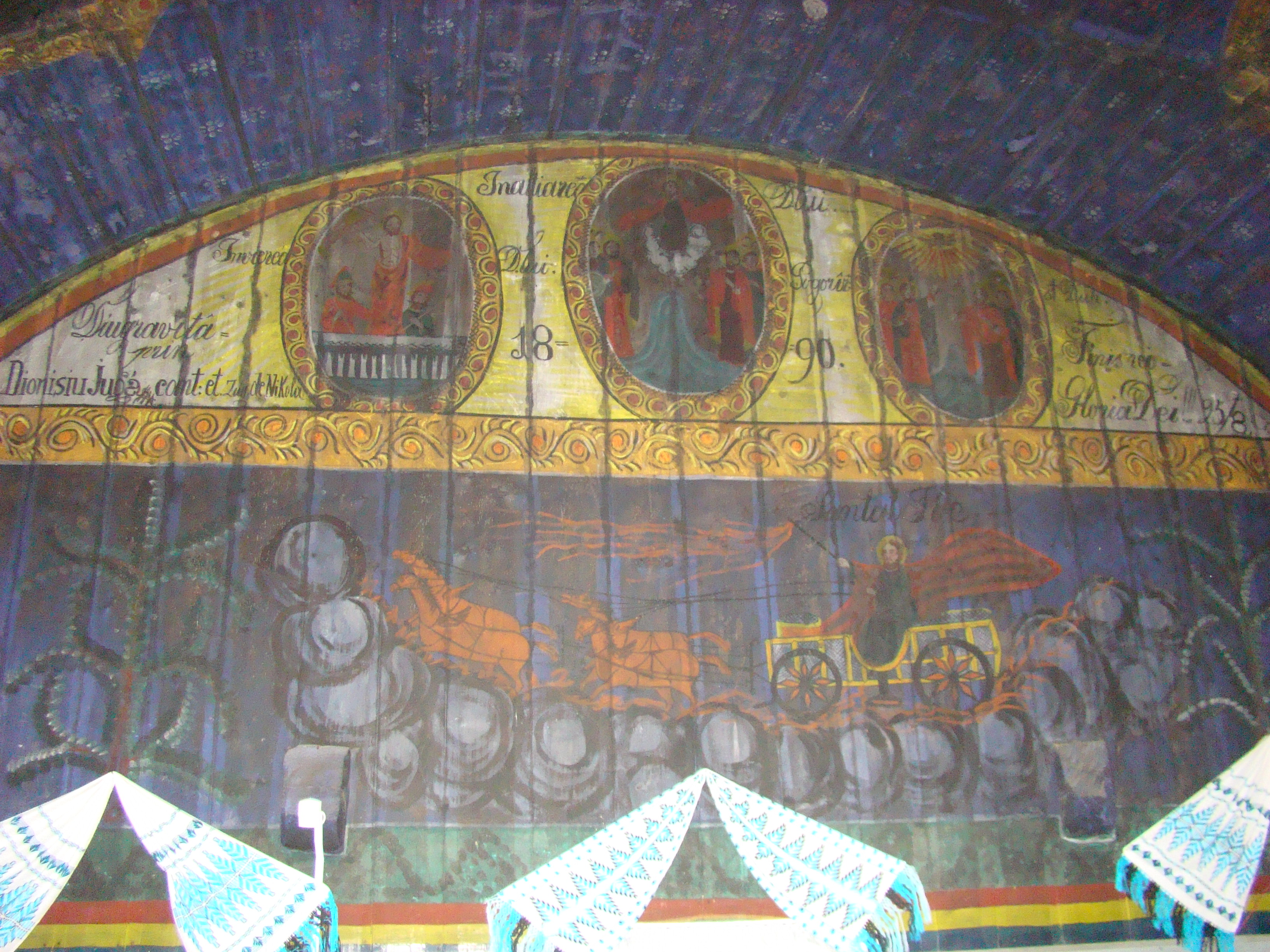
Timpanul de vest al bolții naosului cu Sfântul Ilie, proorocul din carul de foc, dar și pisania și iscălitura zugravului Dionisie Iuga

Biserica cu hramul „Adormirea Maicii Domnului” din satul Sulighete, comuna Șoimuș, județul Hunedoara, a fost construită, conform specialiștilor, cândva anterior secolului al XVIII-lea. Figurează pe lista monumentelor istorice, cod HD-II-m-A-03457.

## Istoric și trăsături
Biserica se află pe dealul Bozănești, de unde domină întreaga așezare, ce se găsește într-o depresiune largă. Acest lăcaș de cult a trecut de-a lungul timpului prin mai multe renovări, biserica fiind tencuită la exterior; pronaosul este tăvănit, precedat de un pridvor închis, amplu, suprapus de un turn-clopotniță robust, cu foișor închis și fleșă zveltă, îmbrăcat integral în tablă. Șița inițială a fost înlocuită, în anul 1954, cu țiglă. Monumentul are dimensiuni apreciabile, datorate atât lărgirii pereților laterali, rezultând astfel o absidă decroșată, poligonală, cu cinci laturi, cât și lungirii edificiului, prin intercalarea unei travee. În 1890, Dionisie Iuga de la Nicula pictează cerimea și tâmpla, consemnându-și activitatea pe timpanul de vest al bolții naosului: „zugrăvit prin Dionisie Iuga, cantor et zugrav de Nicula 1890”. Pictura de la Sulighete este pătrunsă de spiritul icoanelor pe sticlă, fiind cea mai reușită din activitatea lui Dionisie Iuga, care a pictat mai multe biserici din Transilvania.
Lăcașul de cult beneficiază de două intrări, amplasate pe laturile de sud și de vest. Înfățișarea actuală a primit–o în urma amplei renovări din anul 1880, atestată prin prezența vechiului antimis, dăruit de mitropolitul Miron Romanul, și prin friza icoanelor împărătești; lucrările s–au efectuat în timpul păstoririi preotului Tovie Popa. Șantierul, având caracter de rectitorire, a presupus nu doar lărgirea pereților laterali, ci și o ușoară strămutare spre nord–vest a edificiului; masa vechiului altar s–a păstrat până astăzi.

## Imagini din exterior

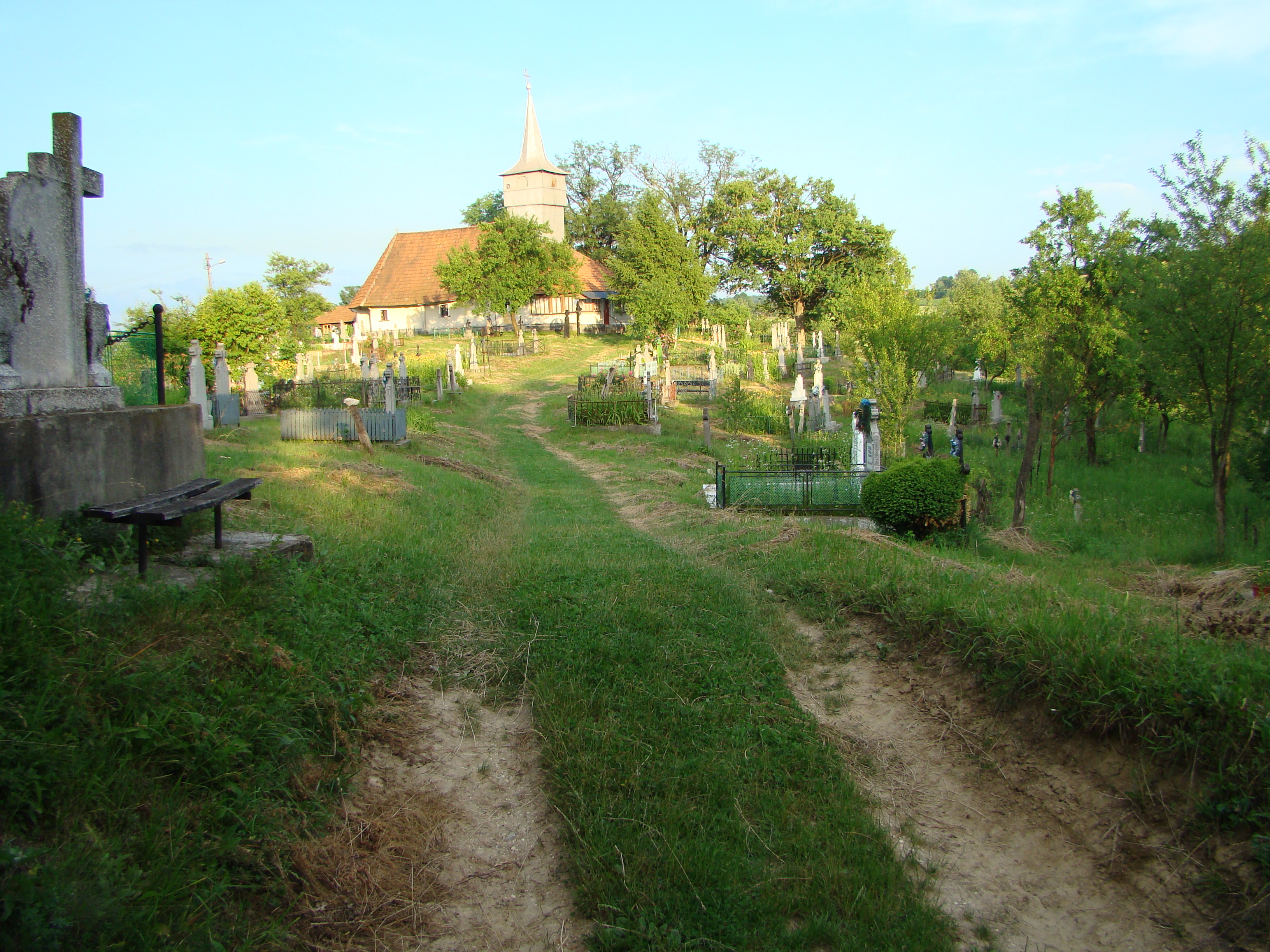
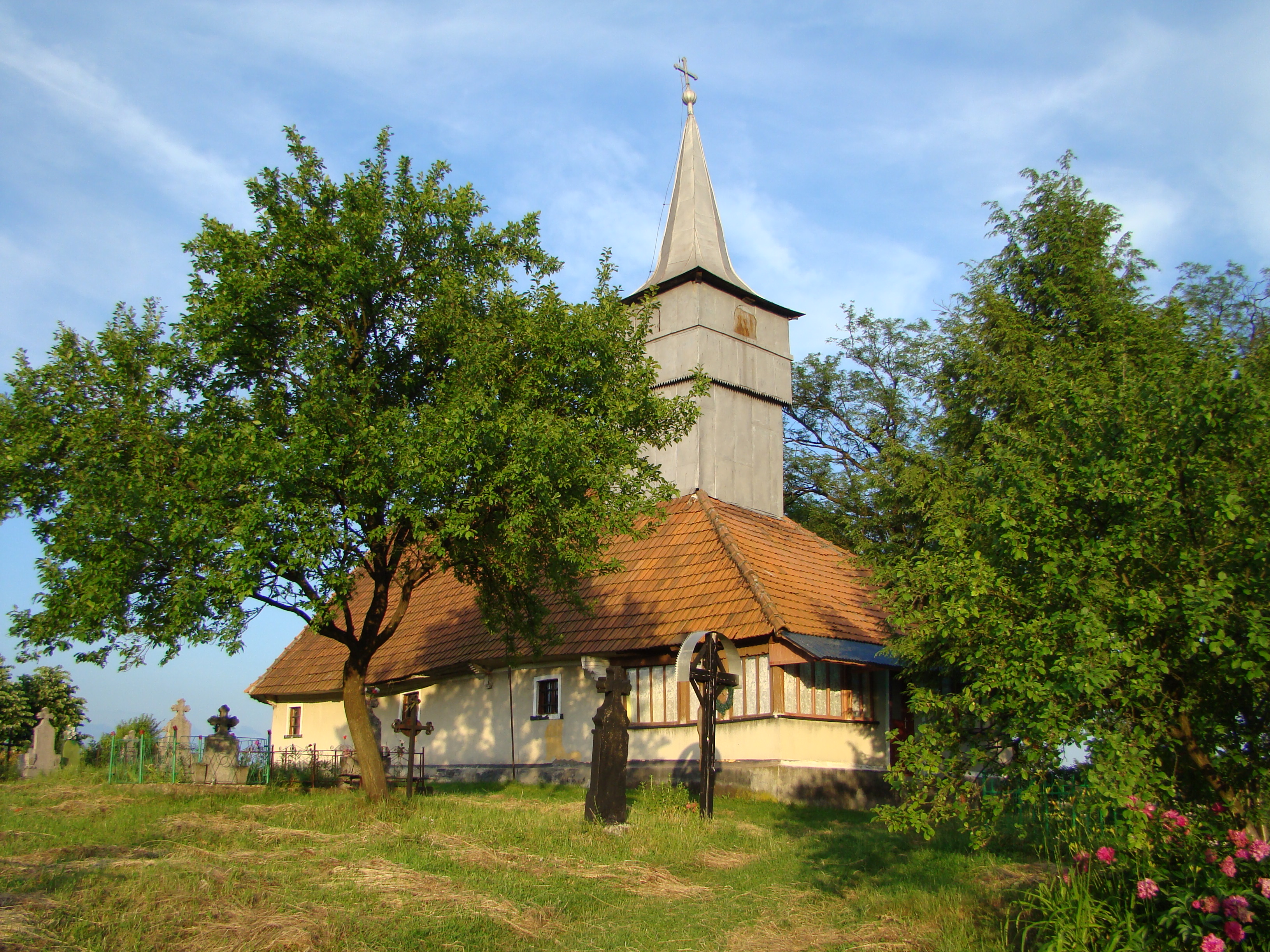
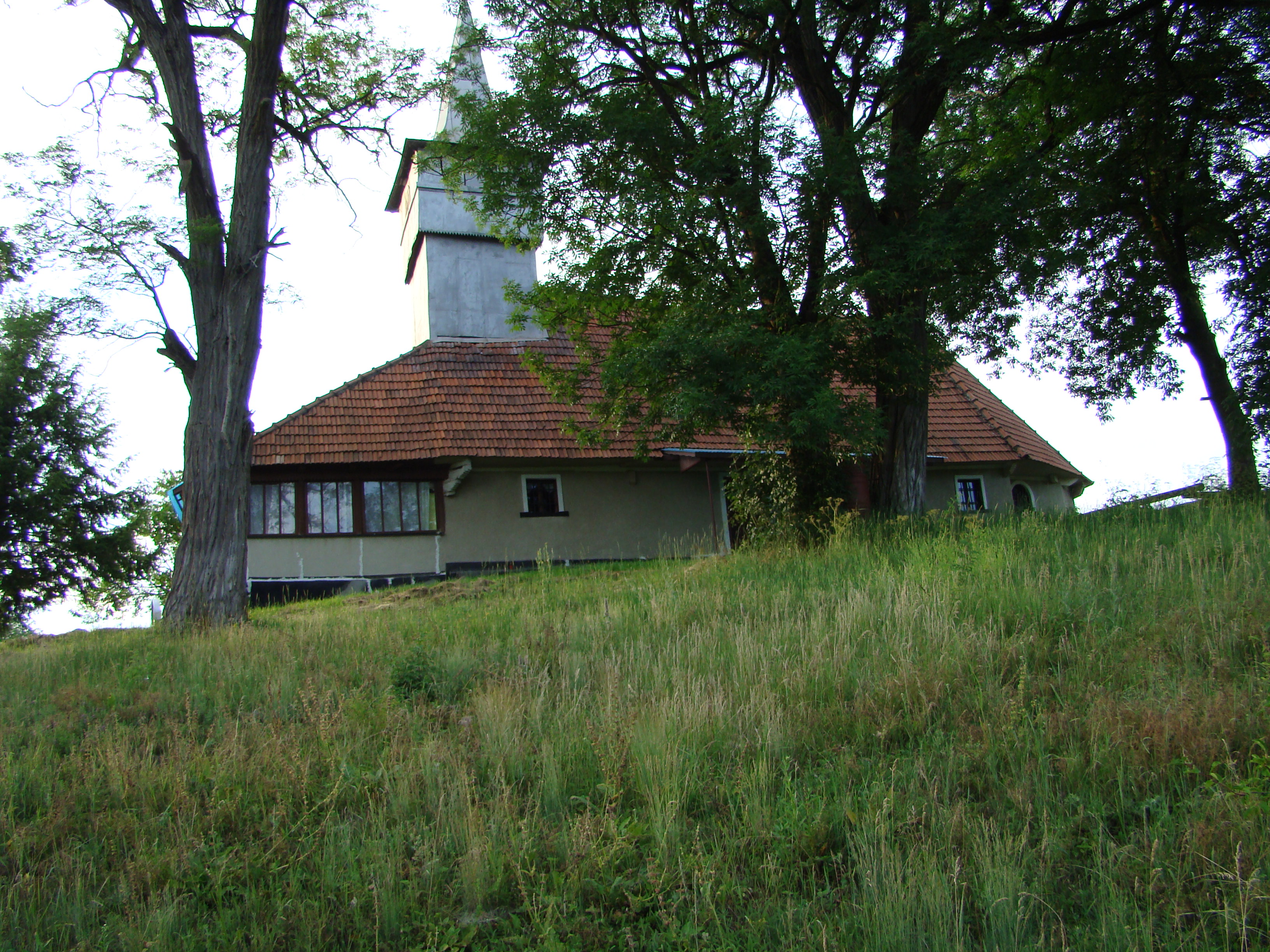
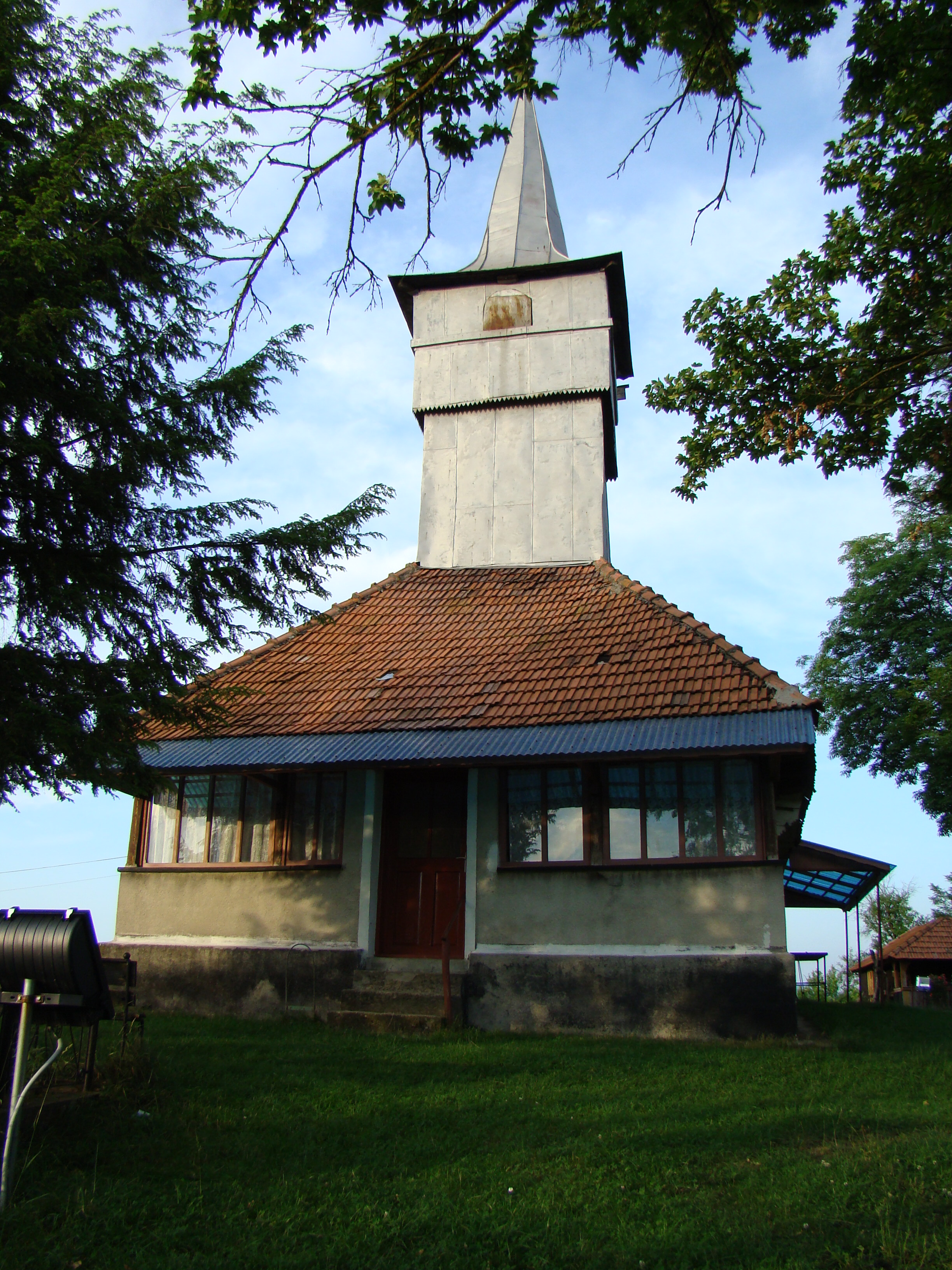
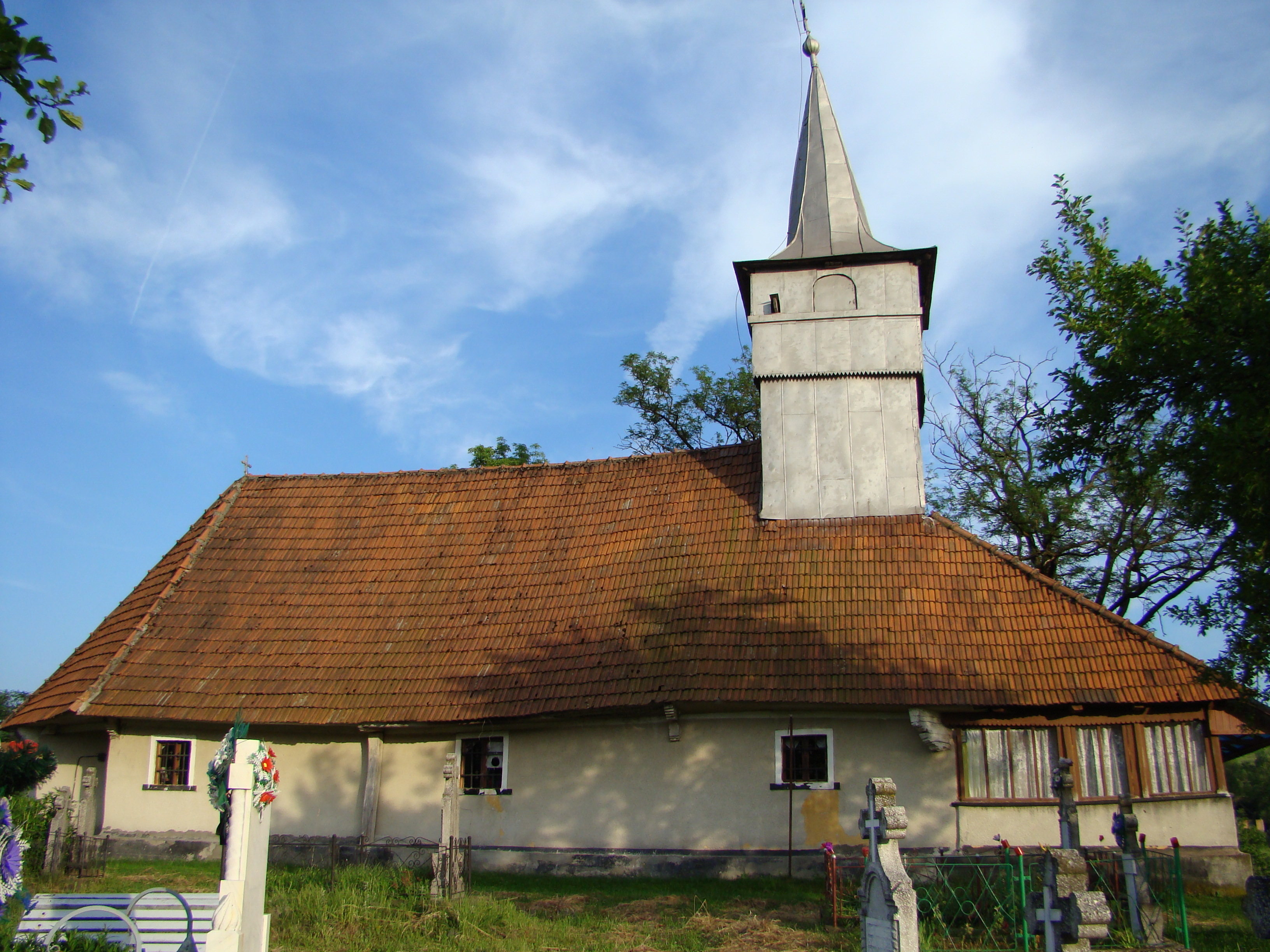
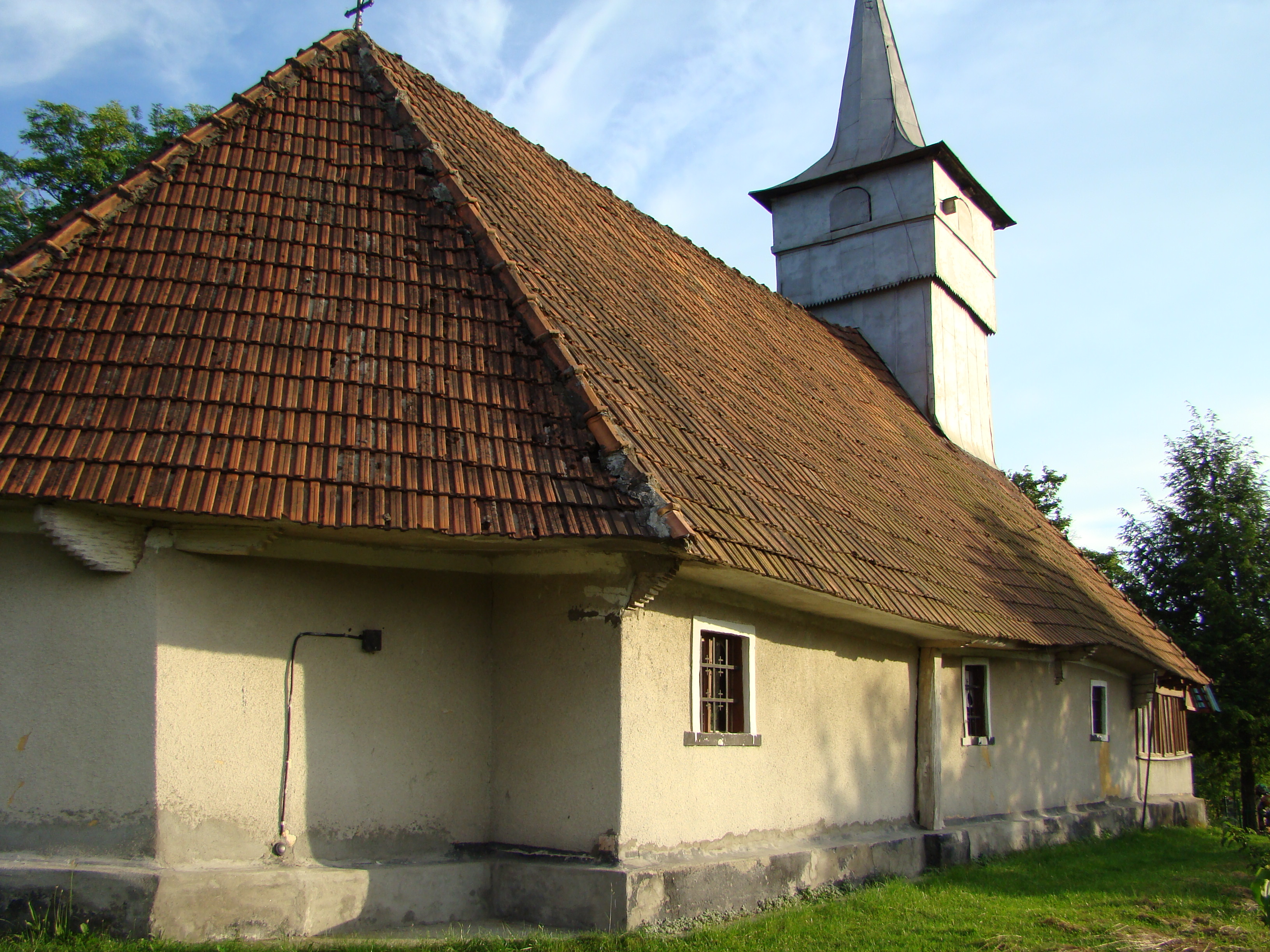
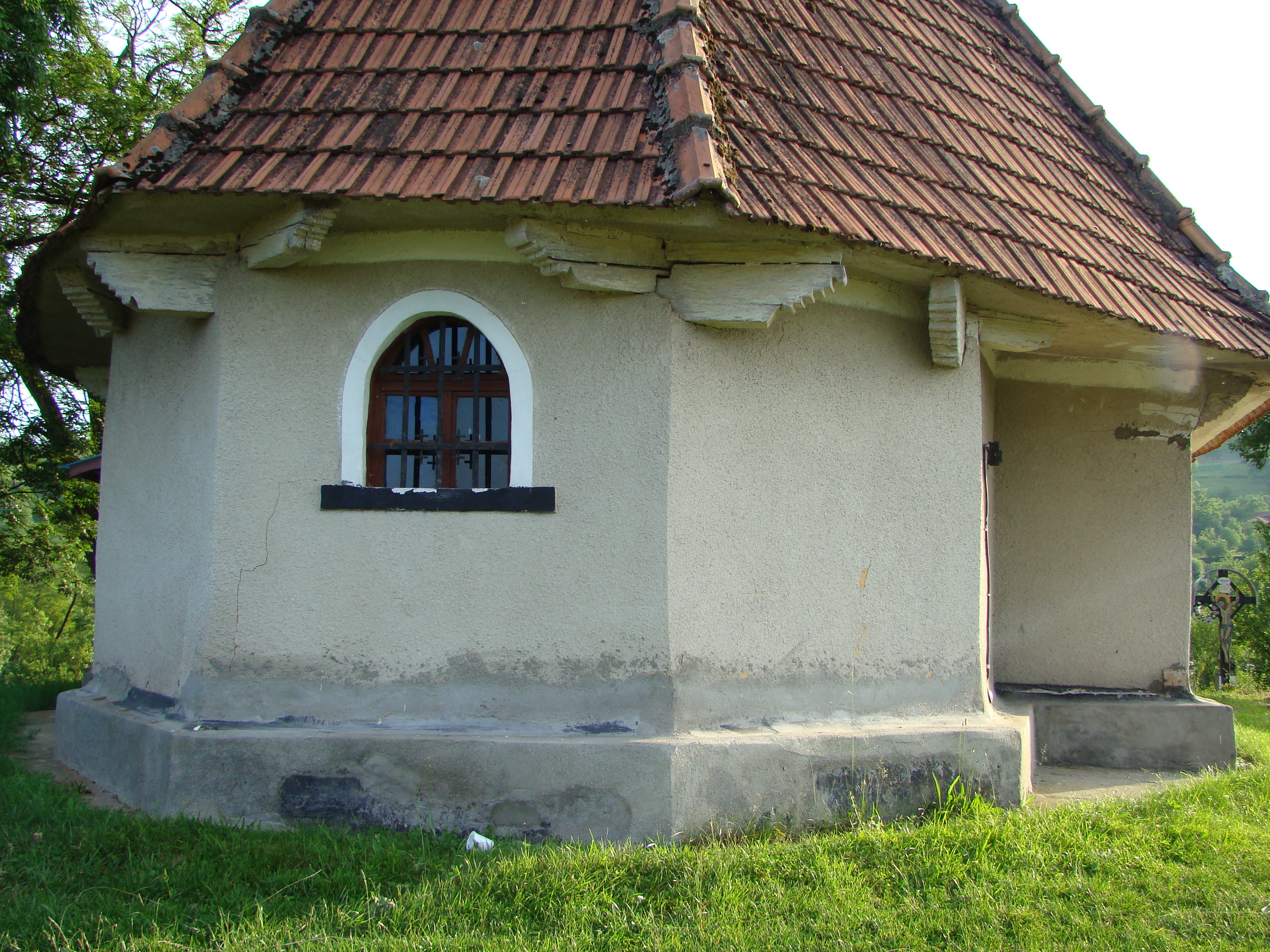
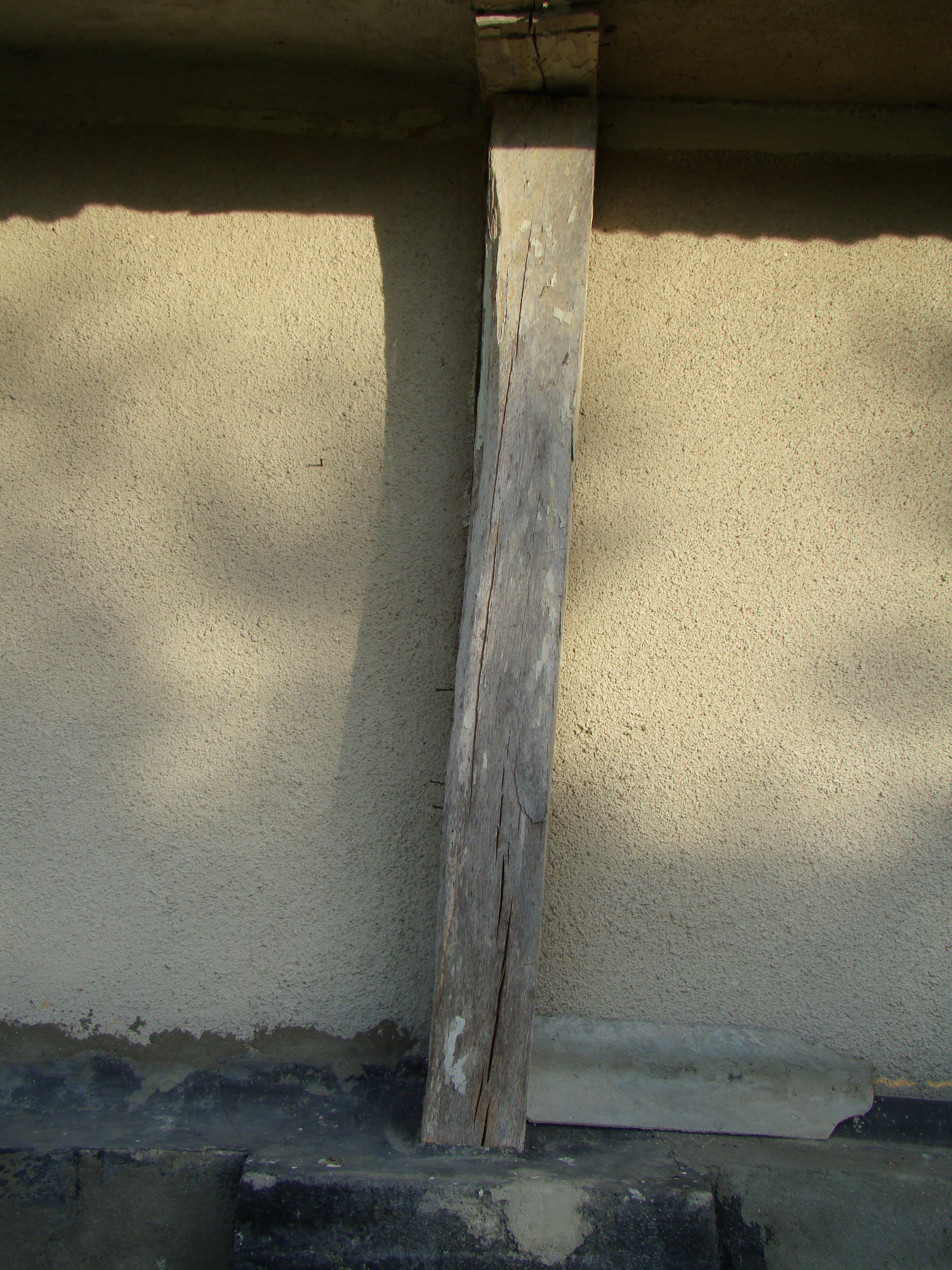
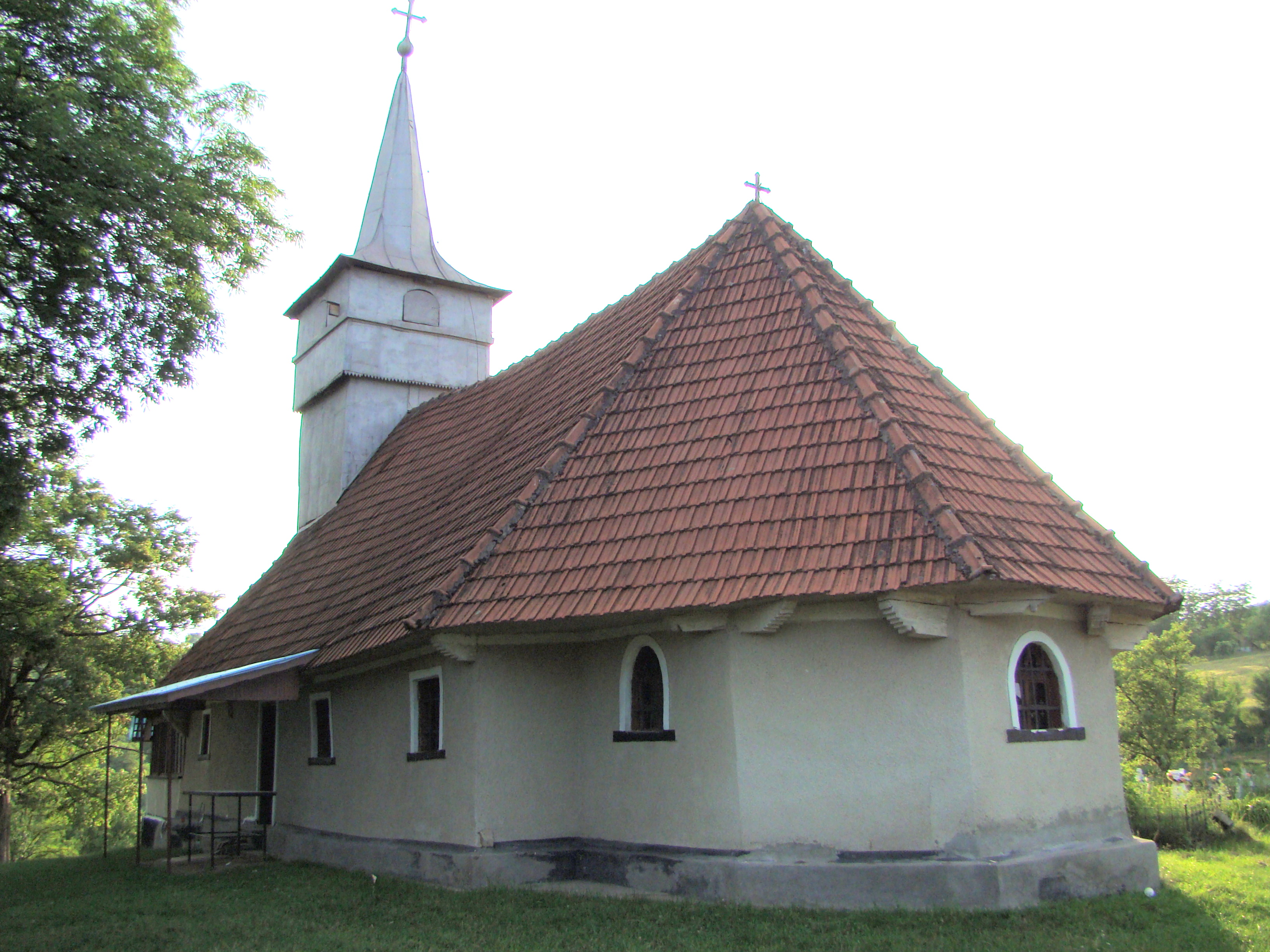
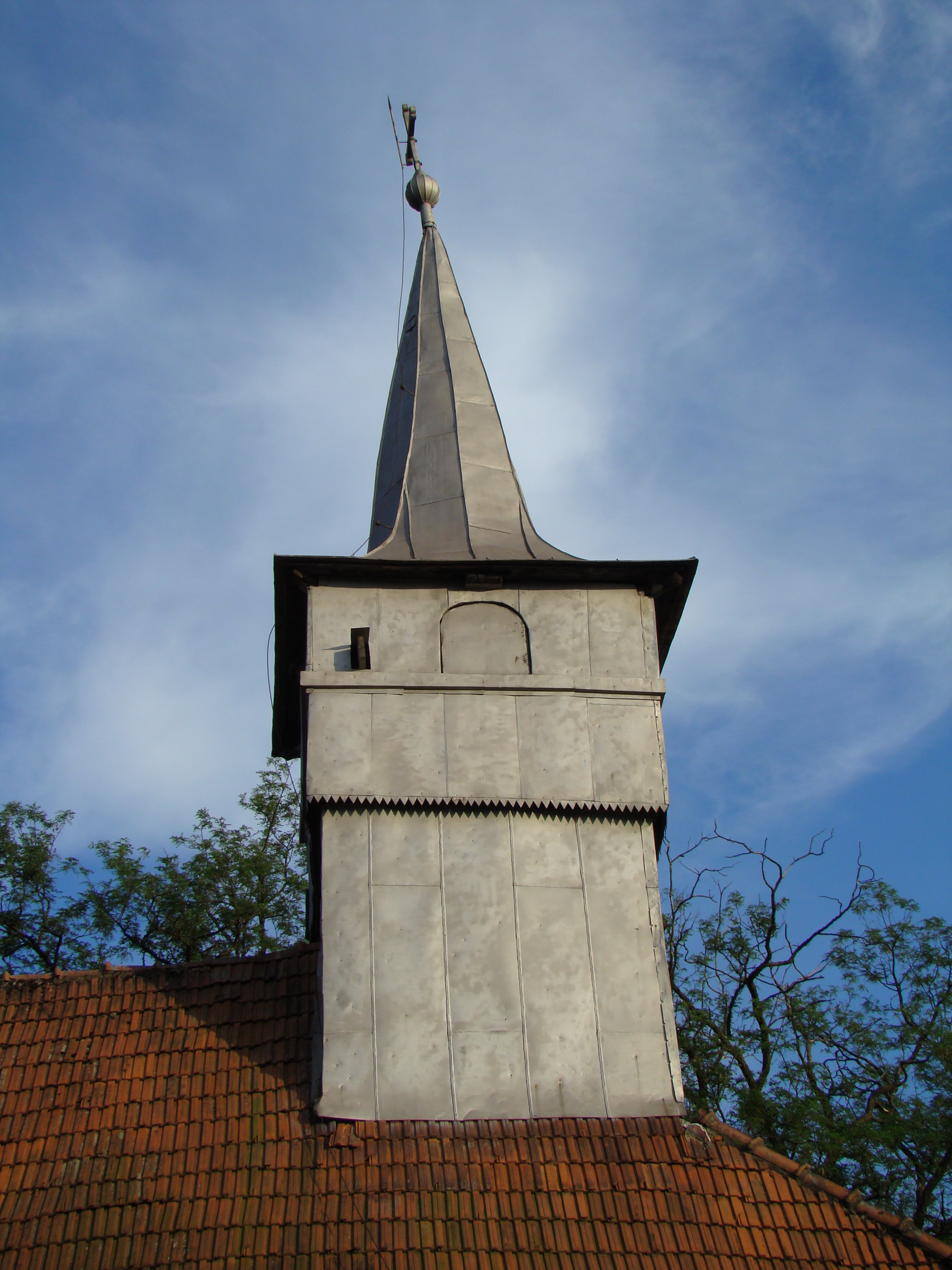
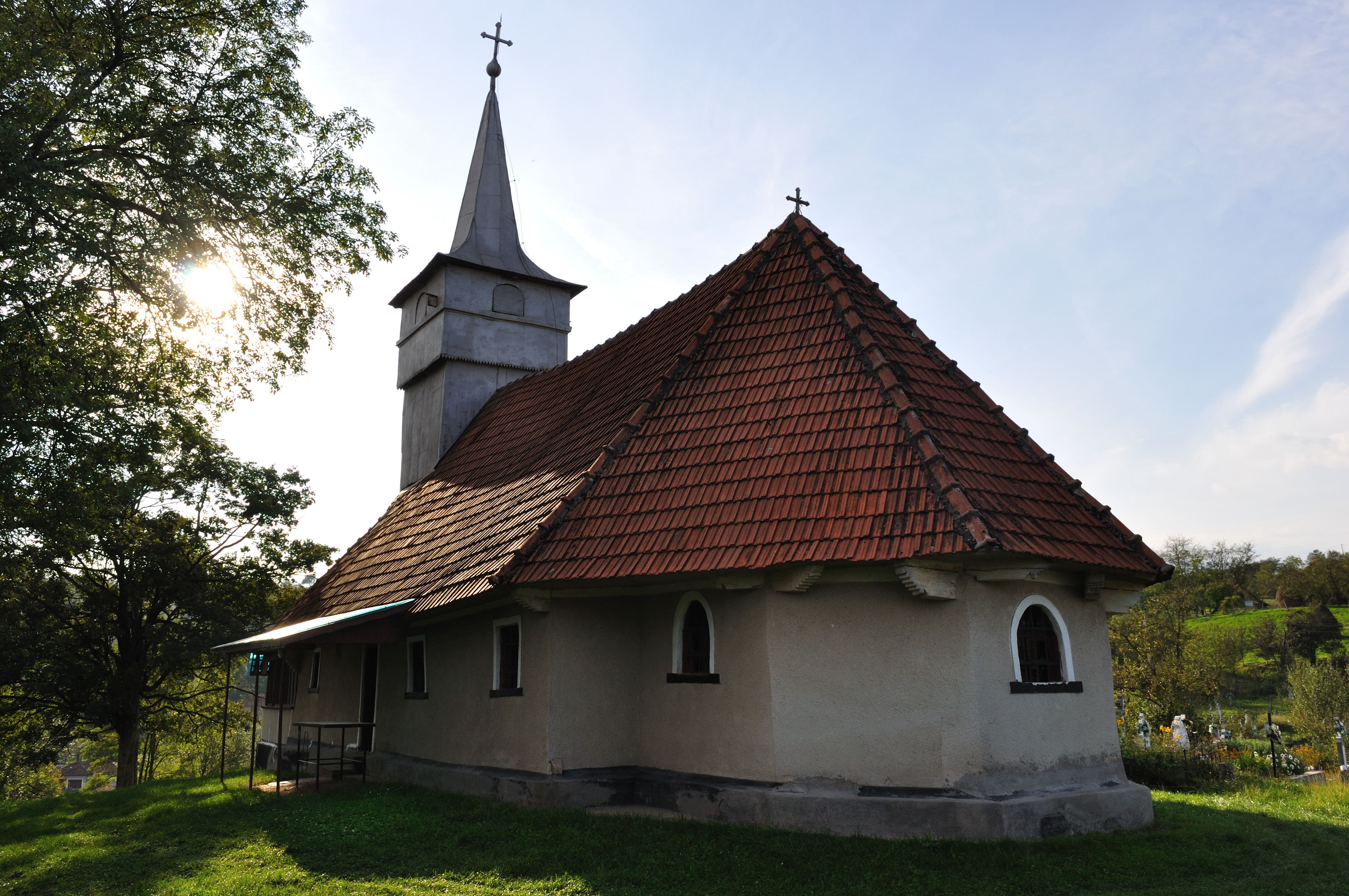
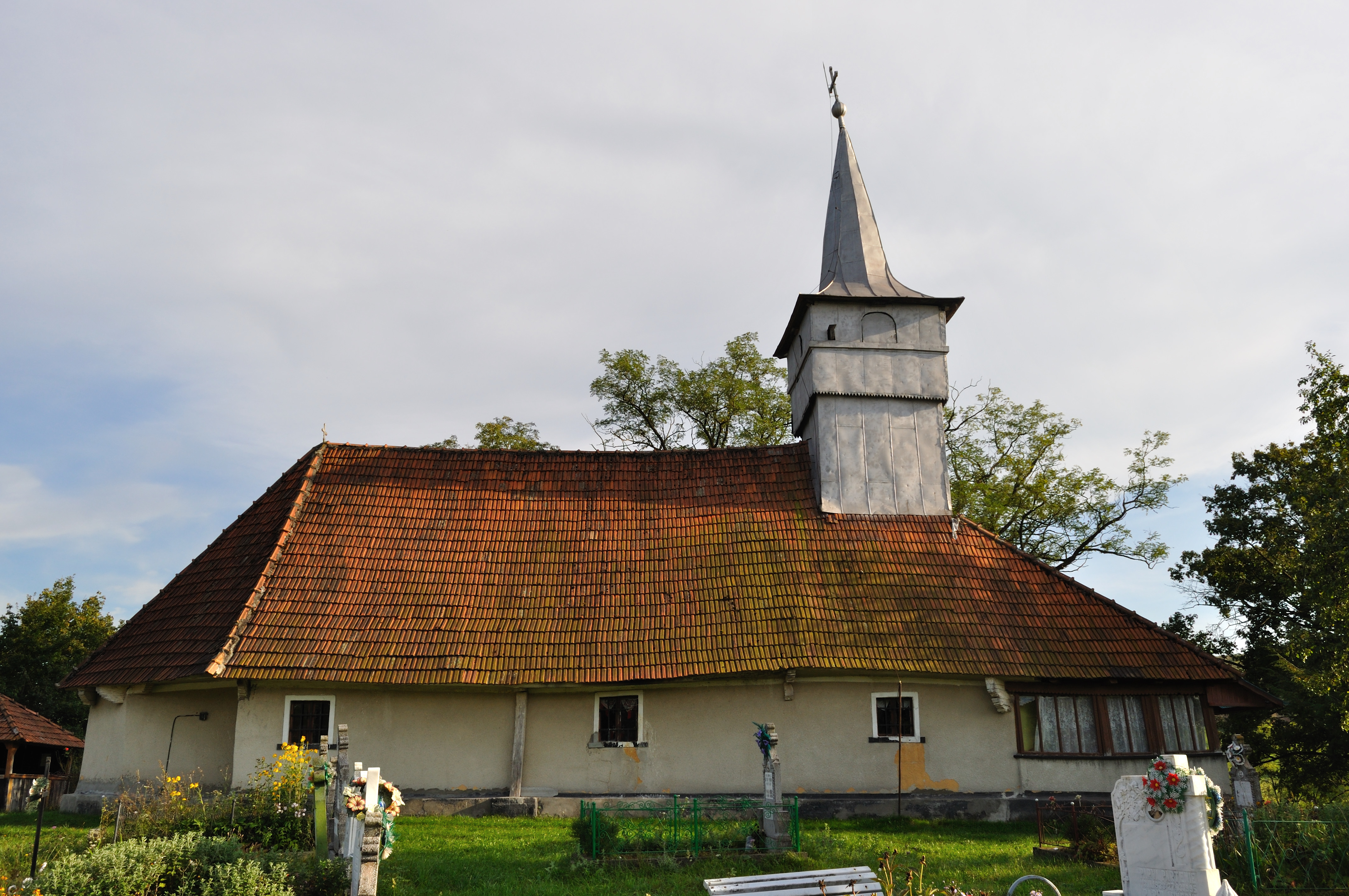
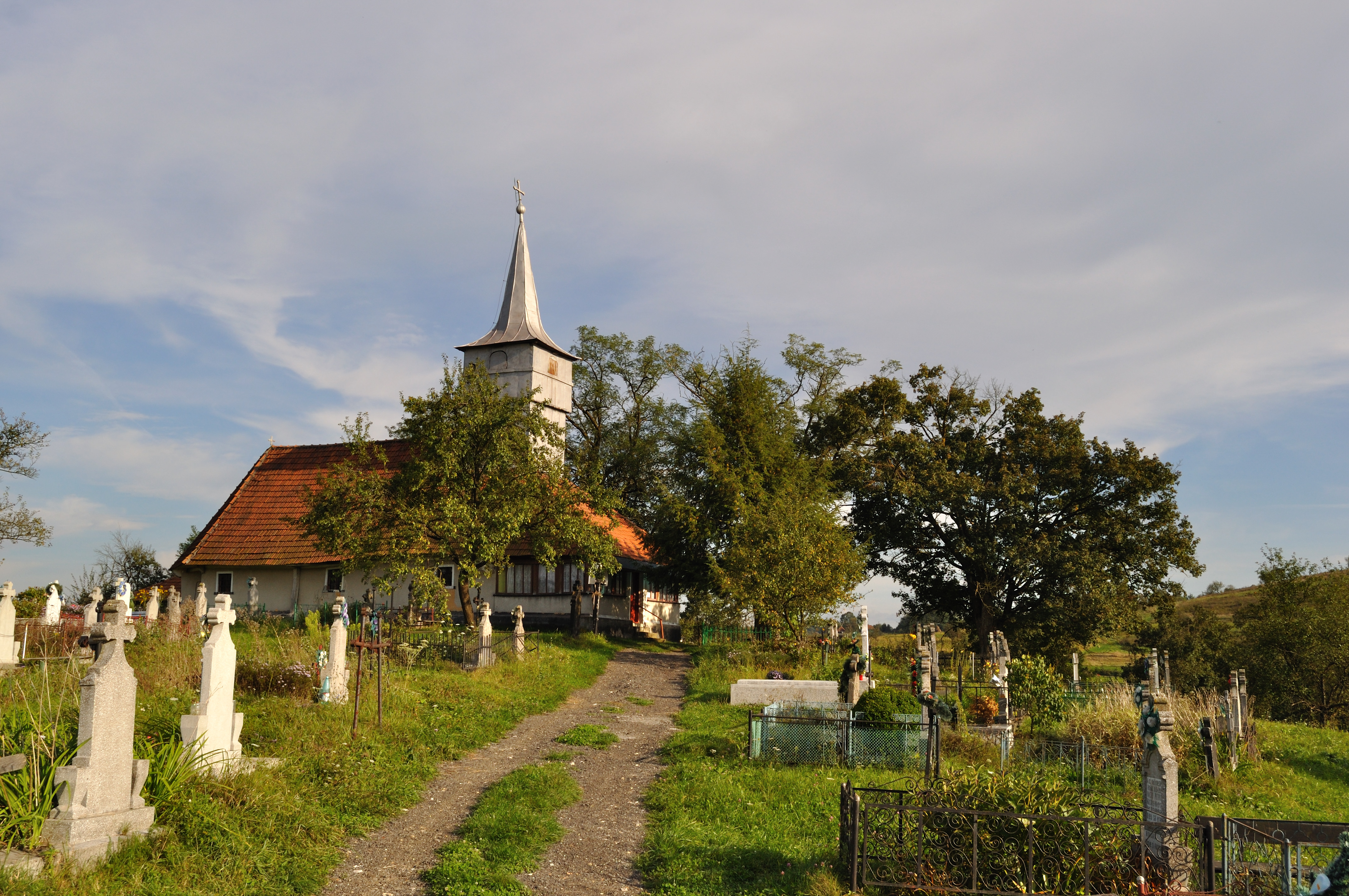

## Imagini din interior

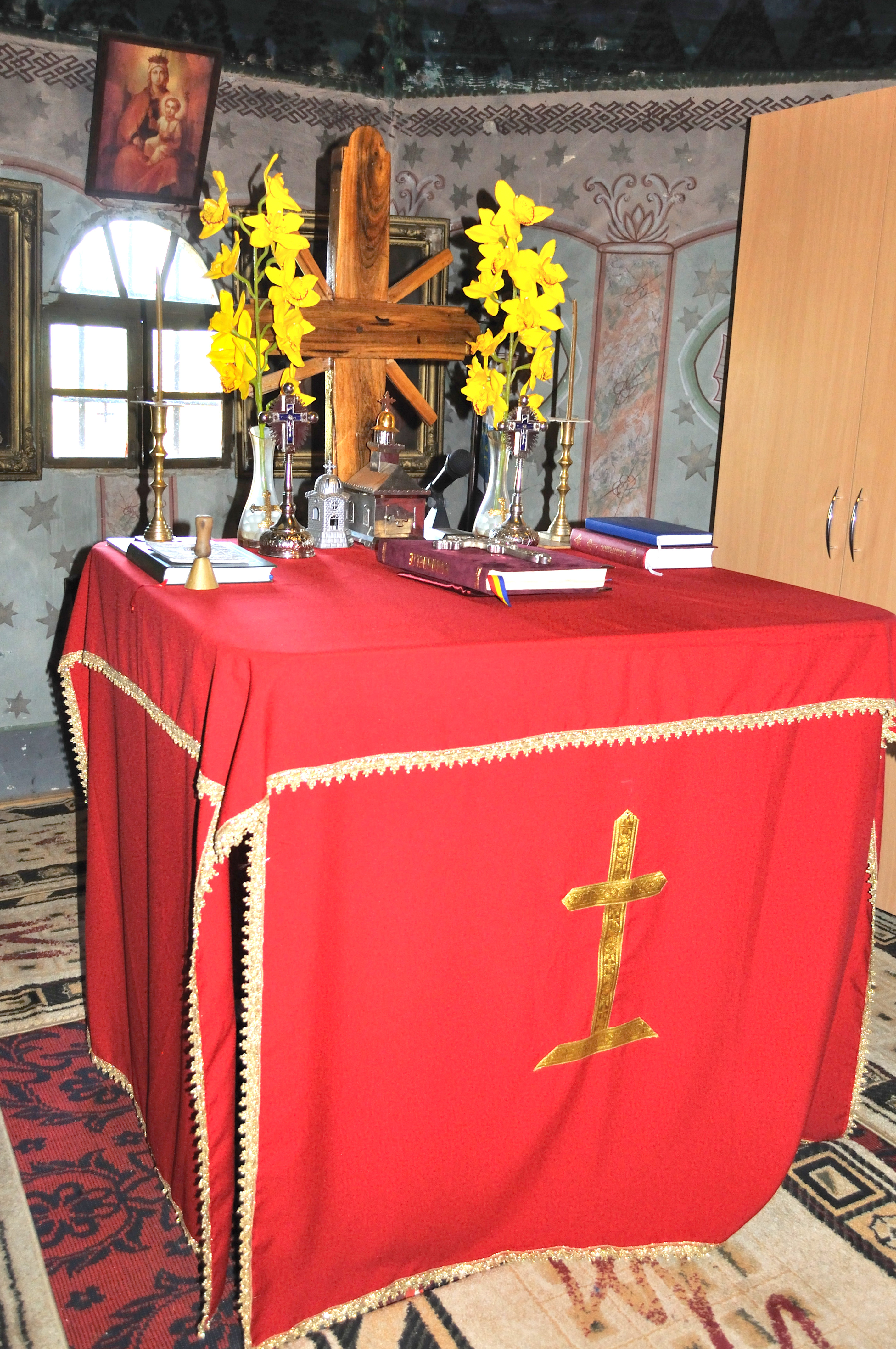
Masa altarului
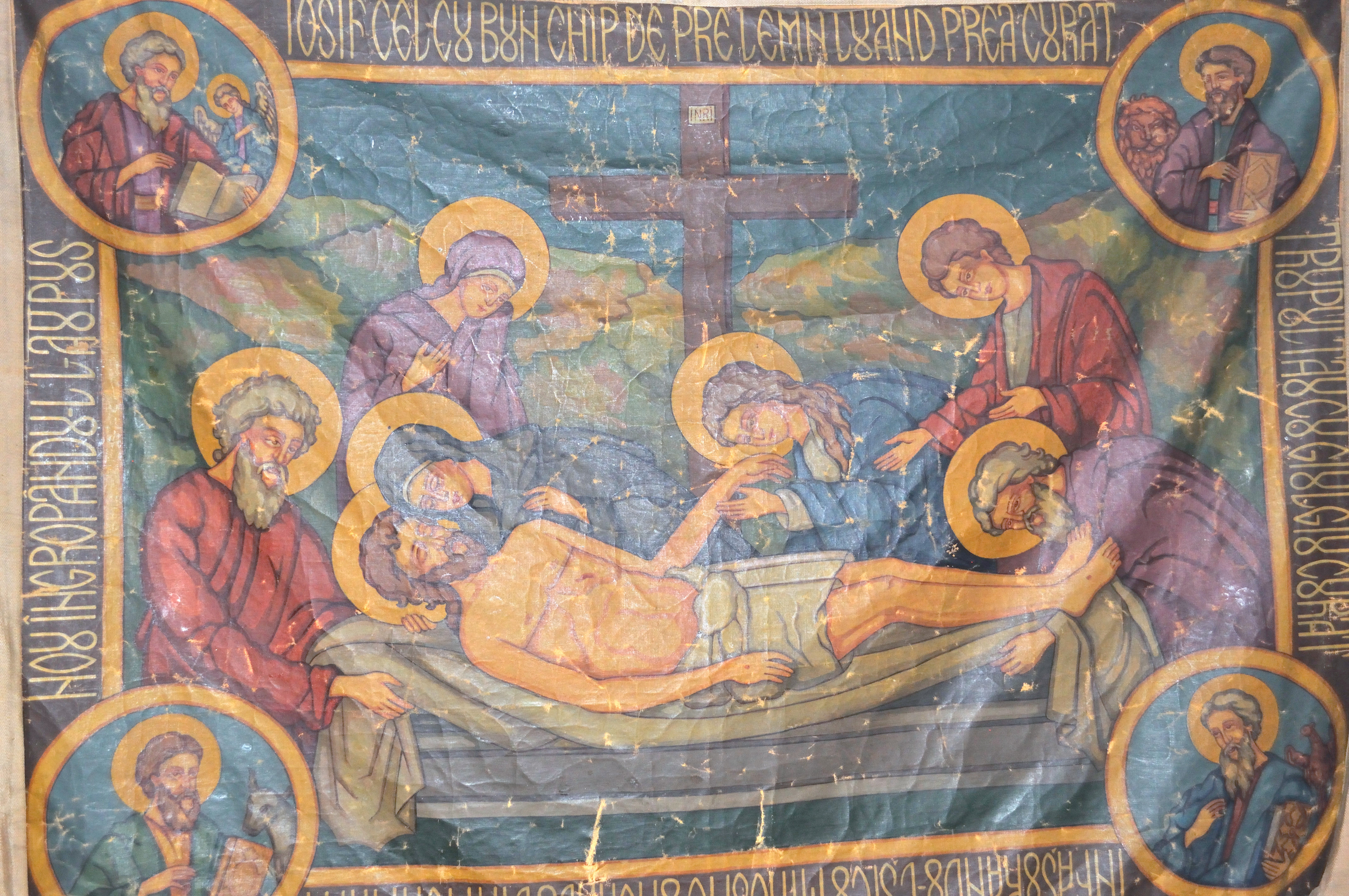
Antimisul
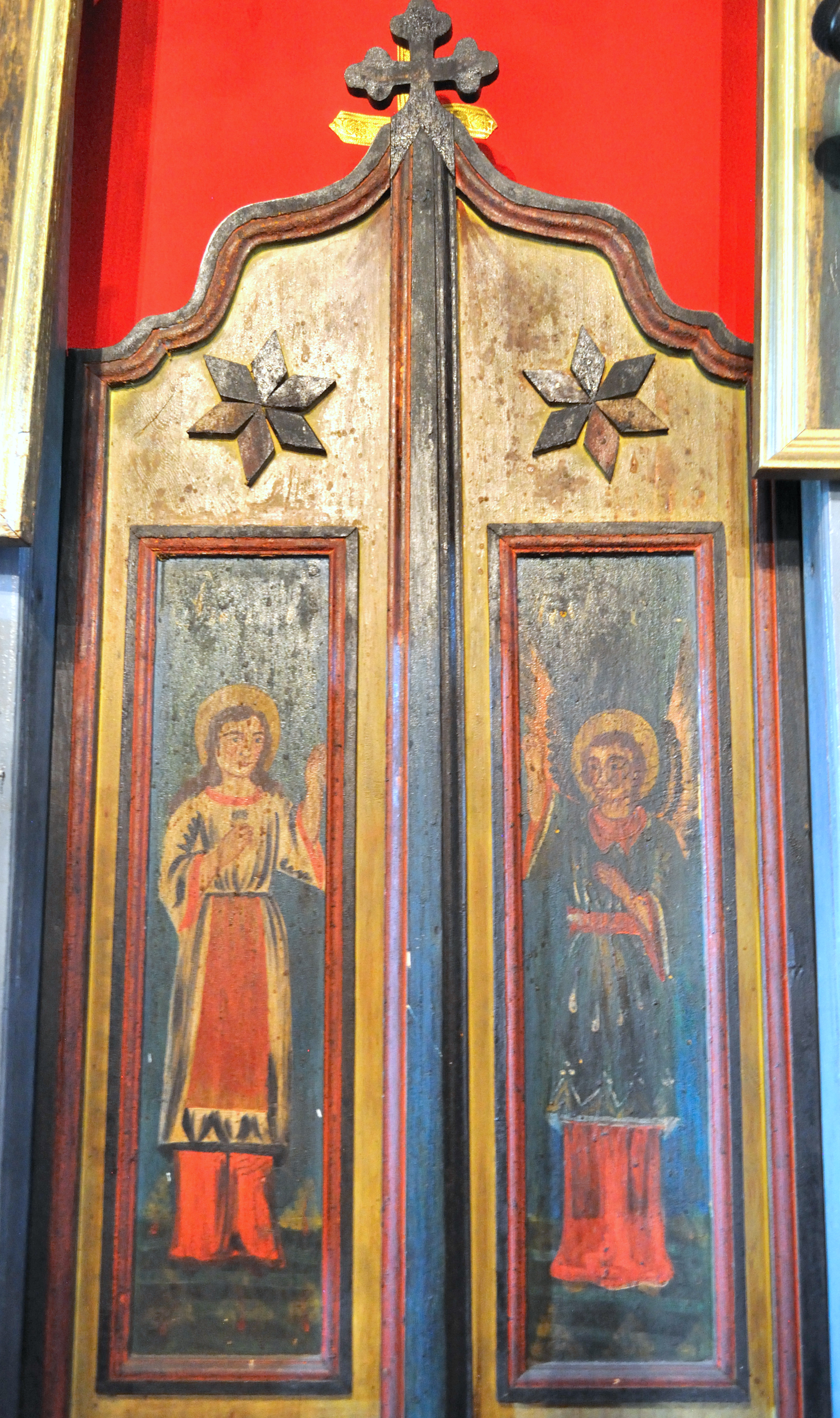
Ușile împărătești
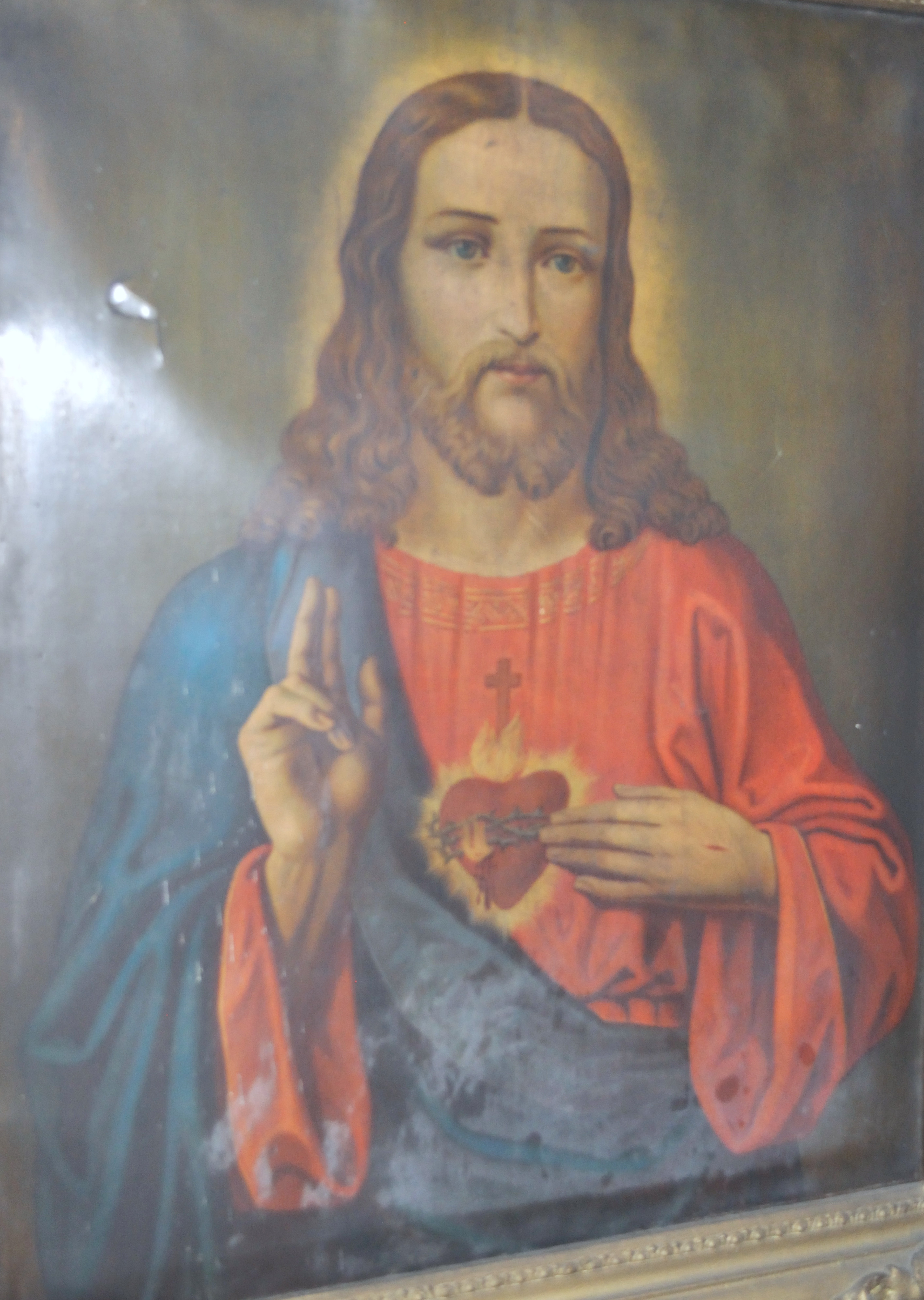
Iisus Hristos
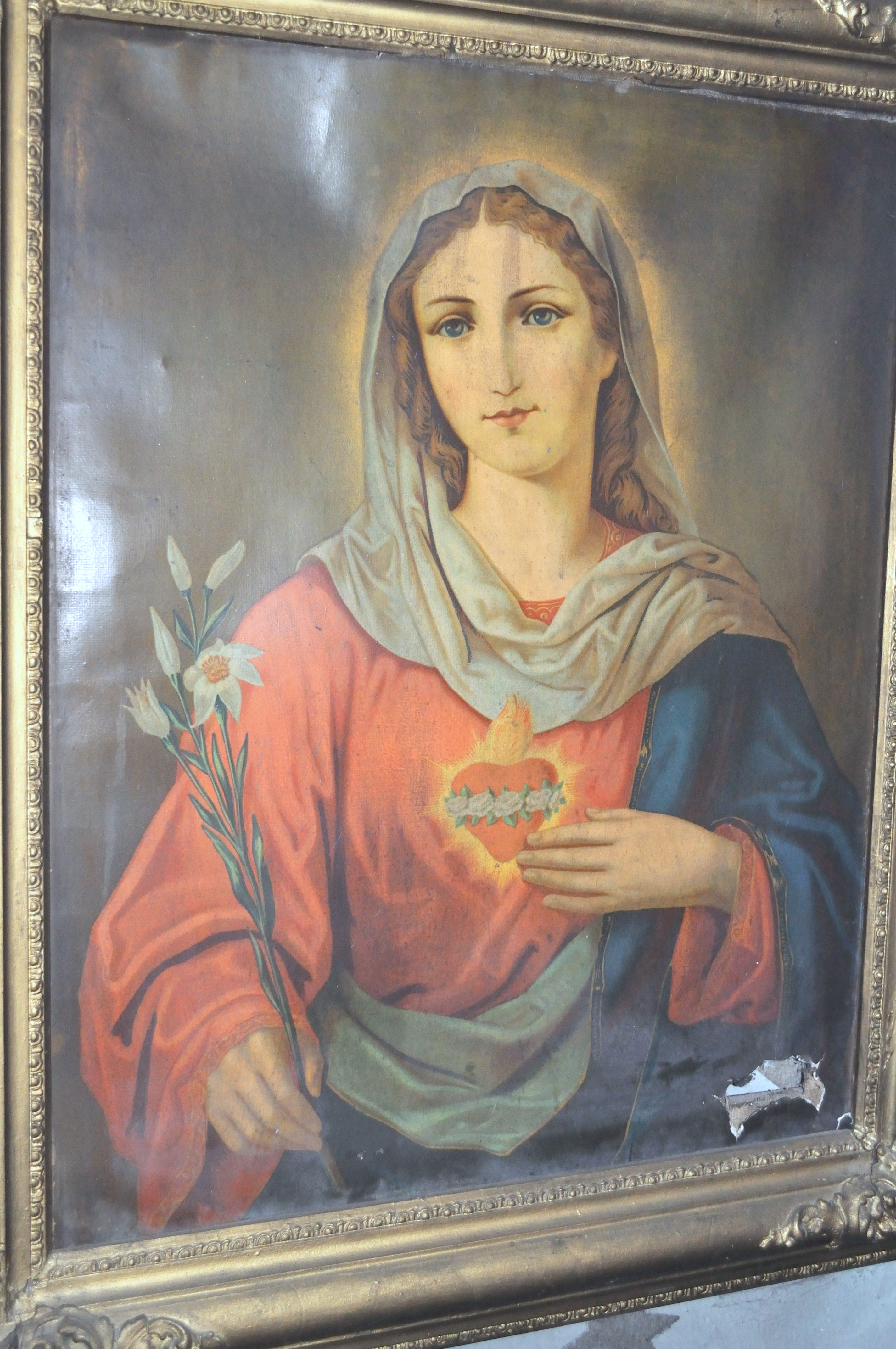
Maica Domnului
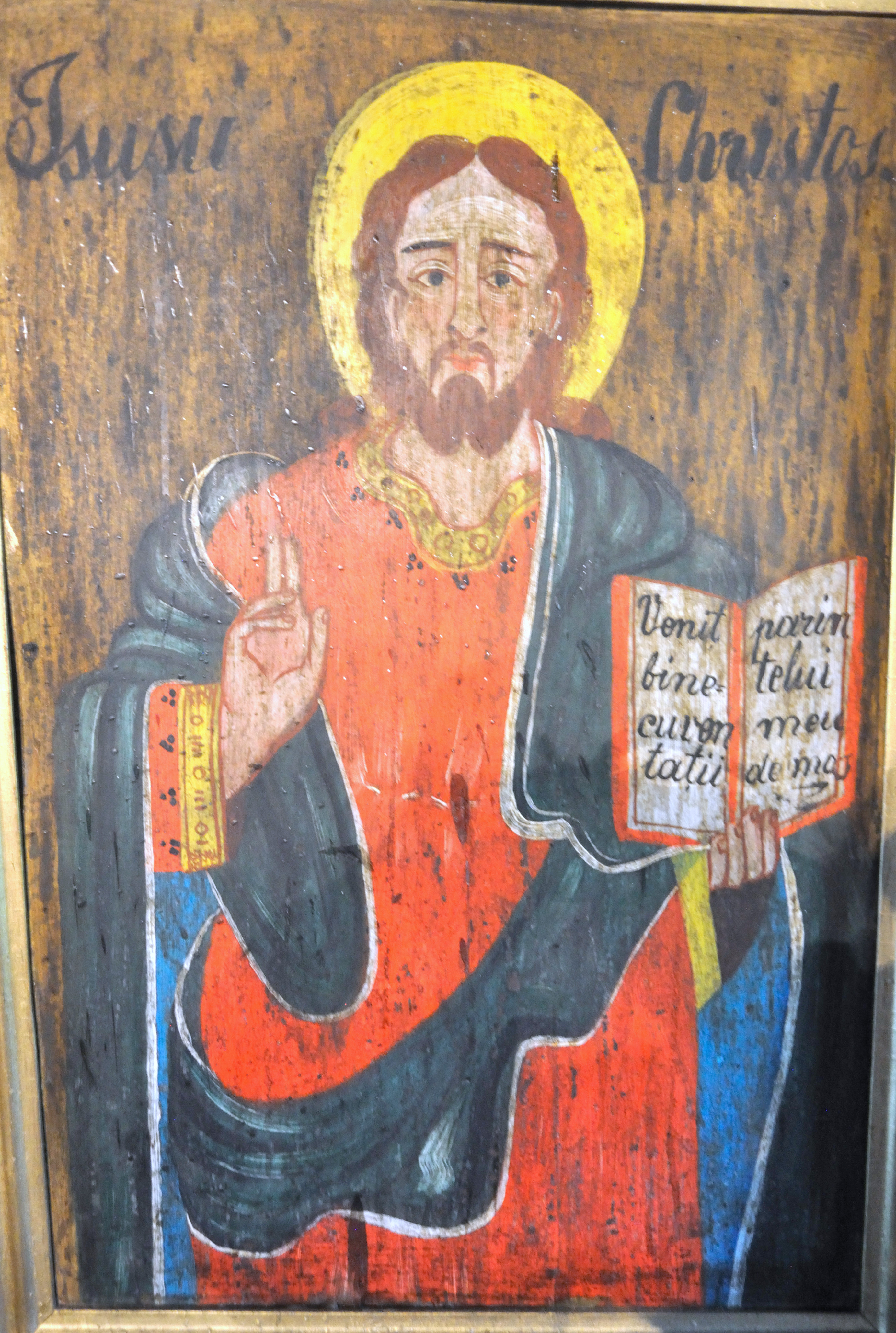
Iisus Hristos
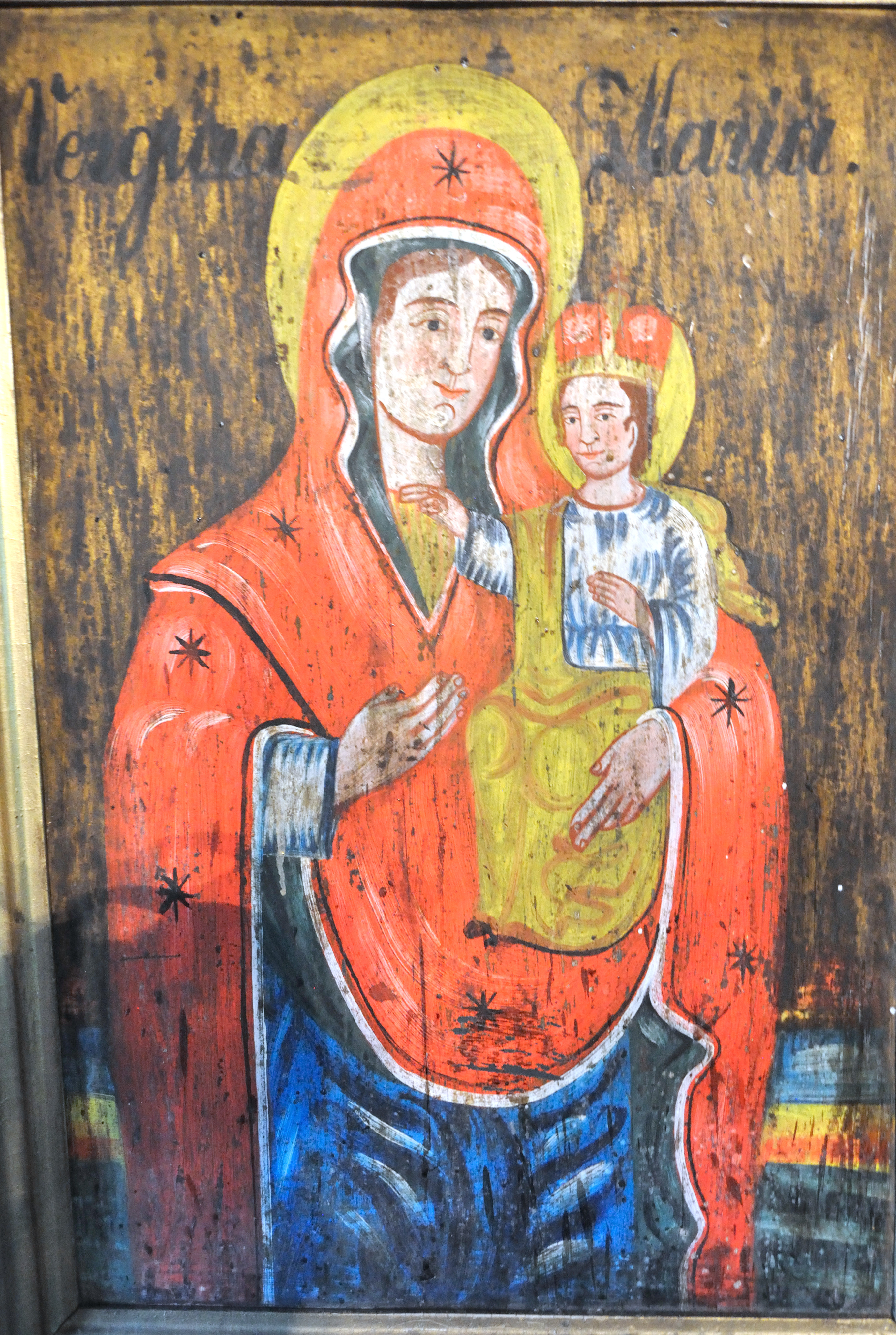
Fecioara Maria
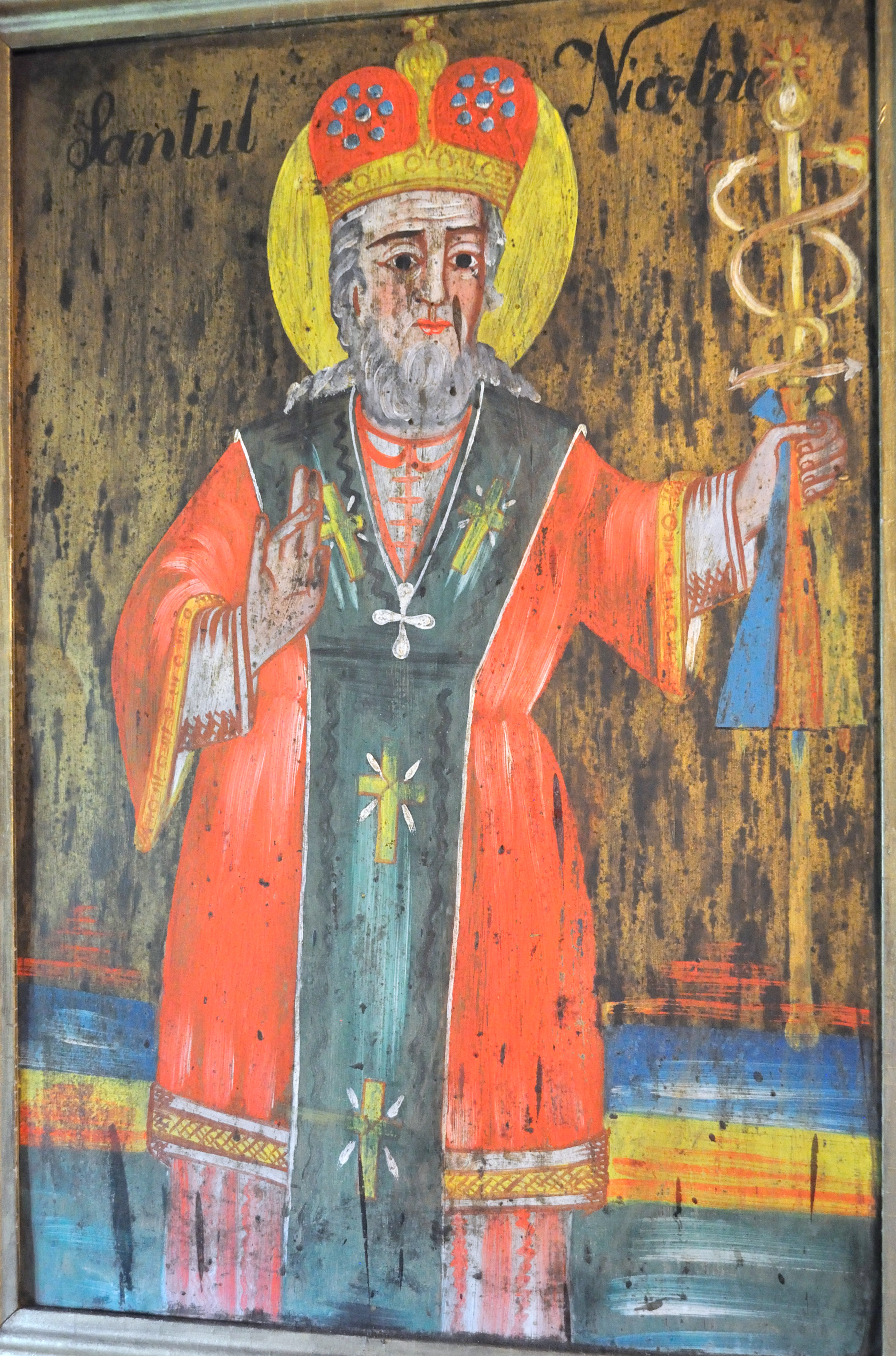
Sfântul Nicolae
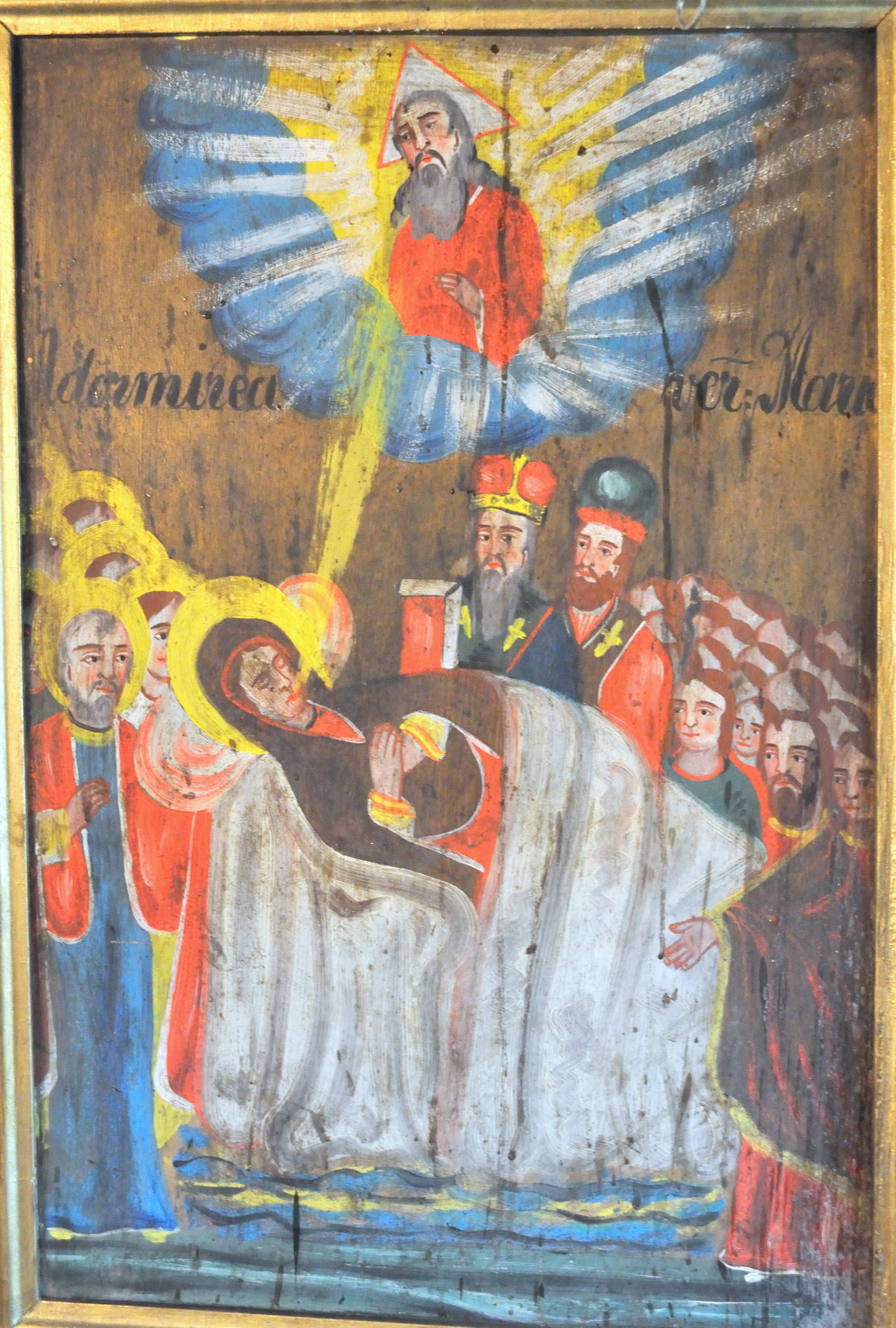
Adormirea Maicii Domnului
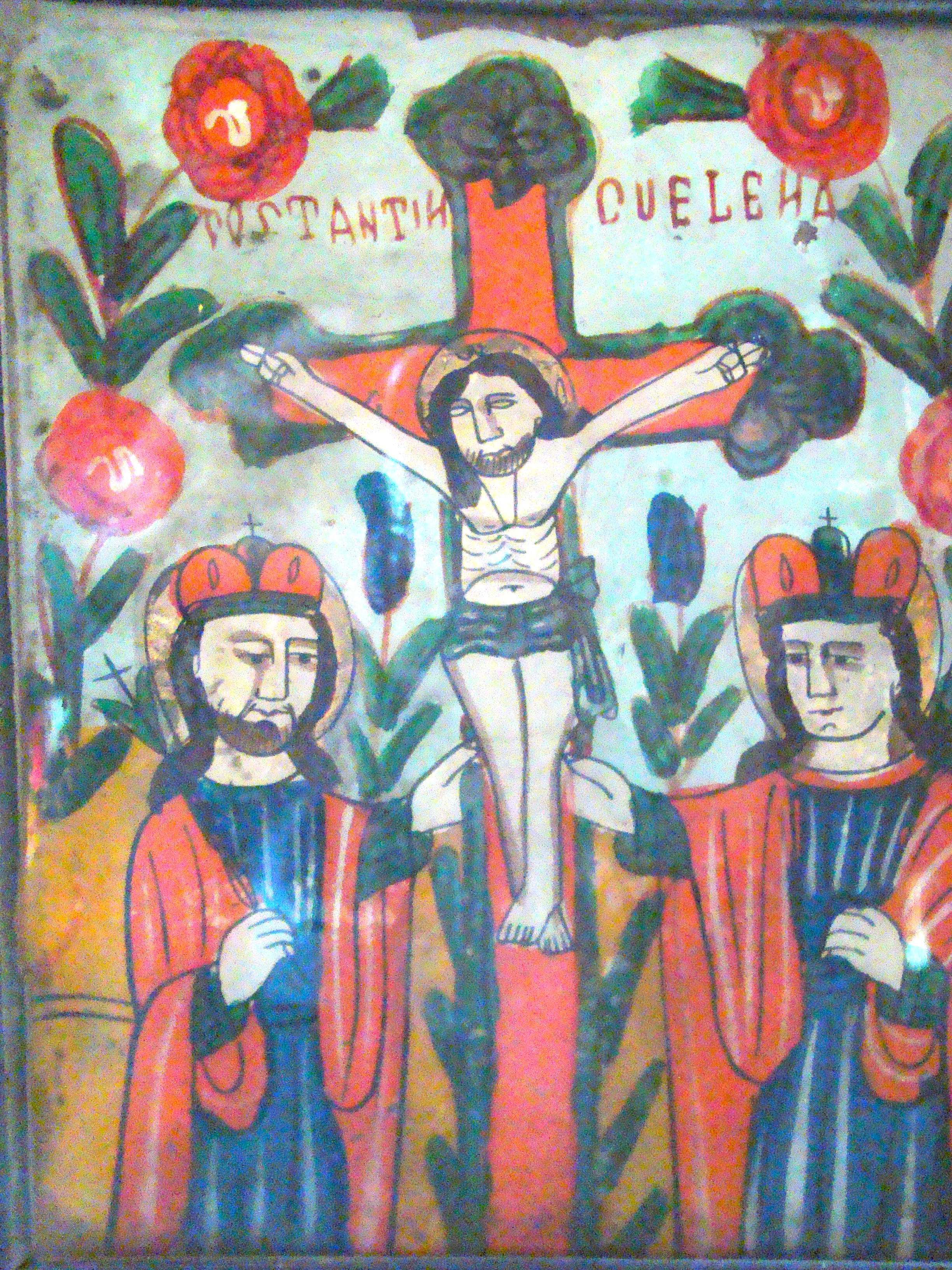
Sfinții împărați Constantin și Elena
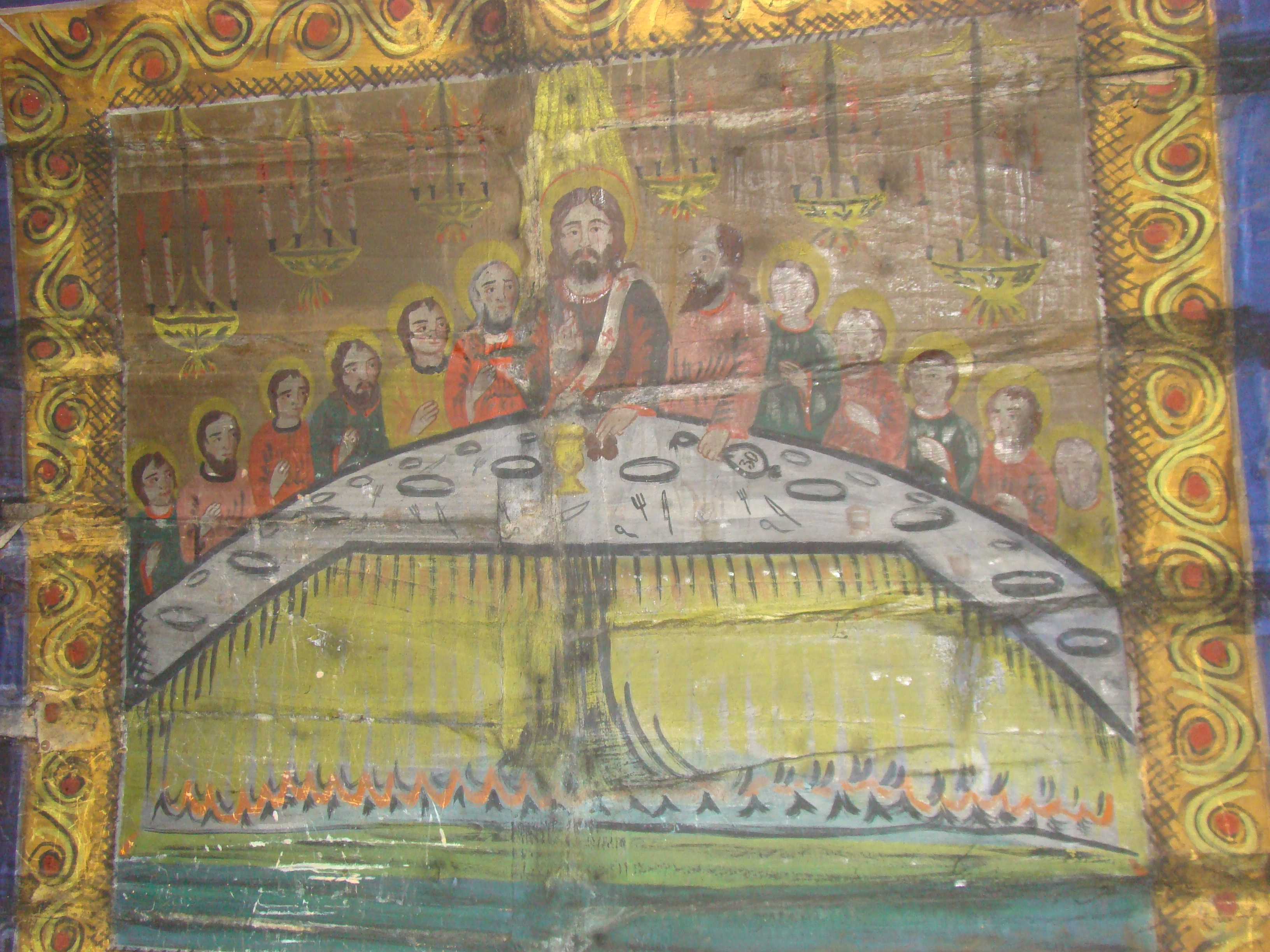
Cina cea de Taină
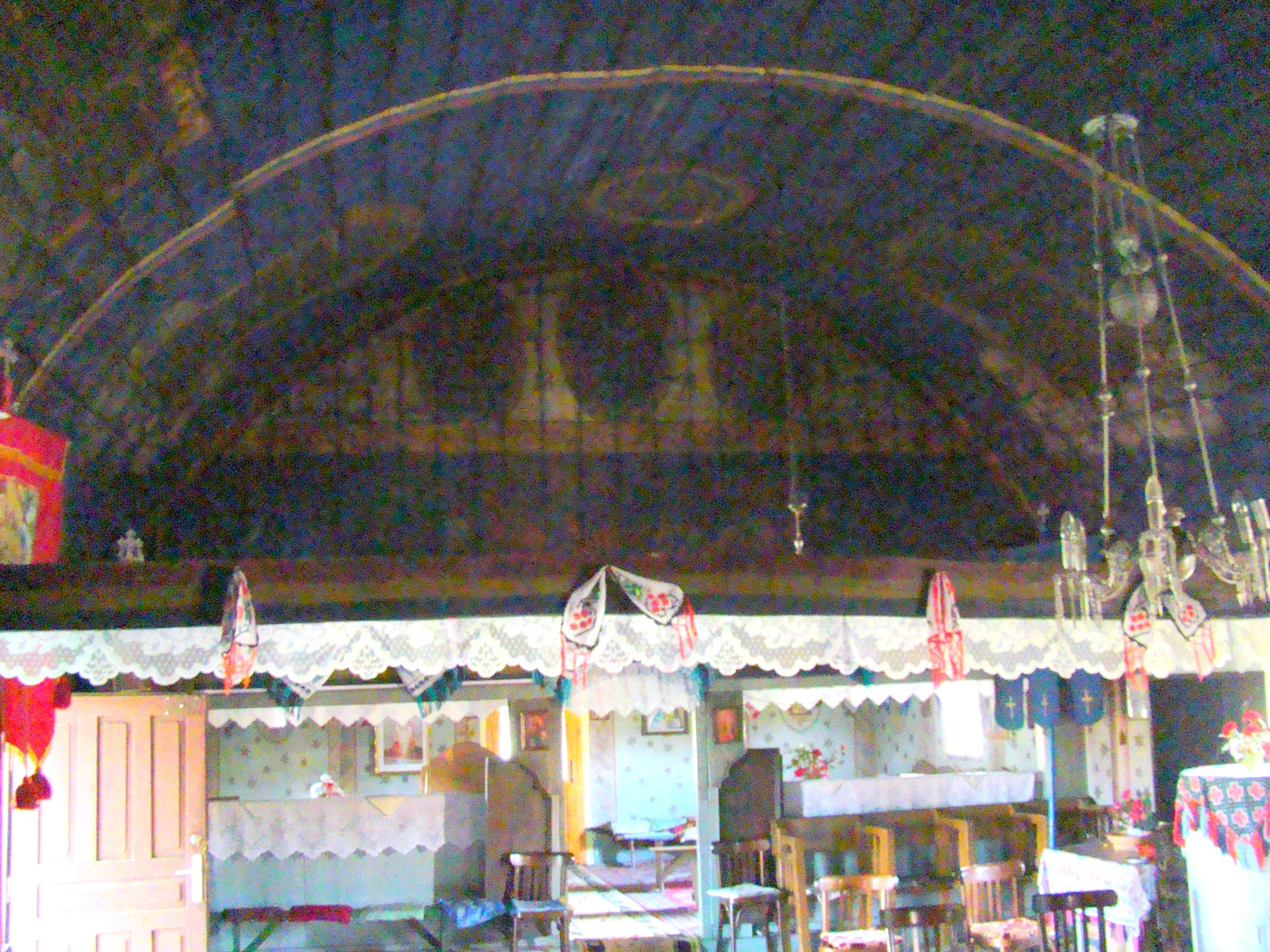
Interiorul navei către pronaos
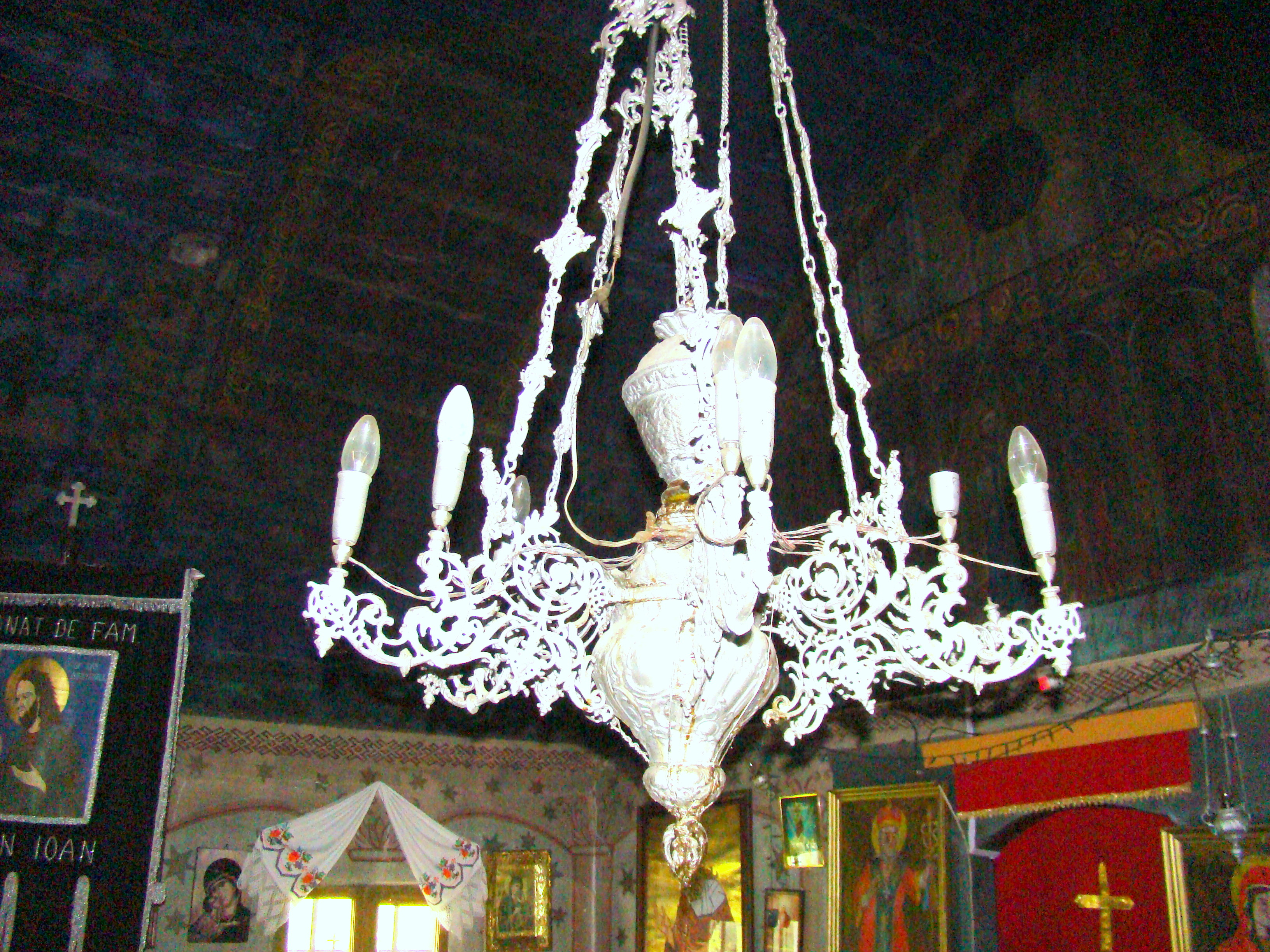
Candelabru
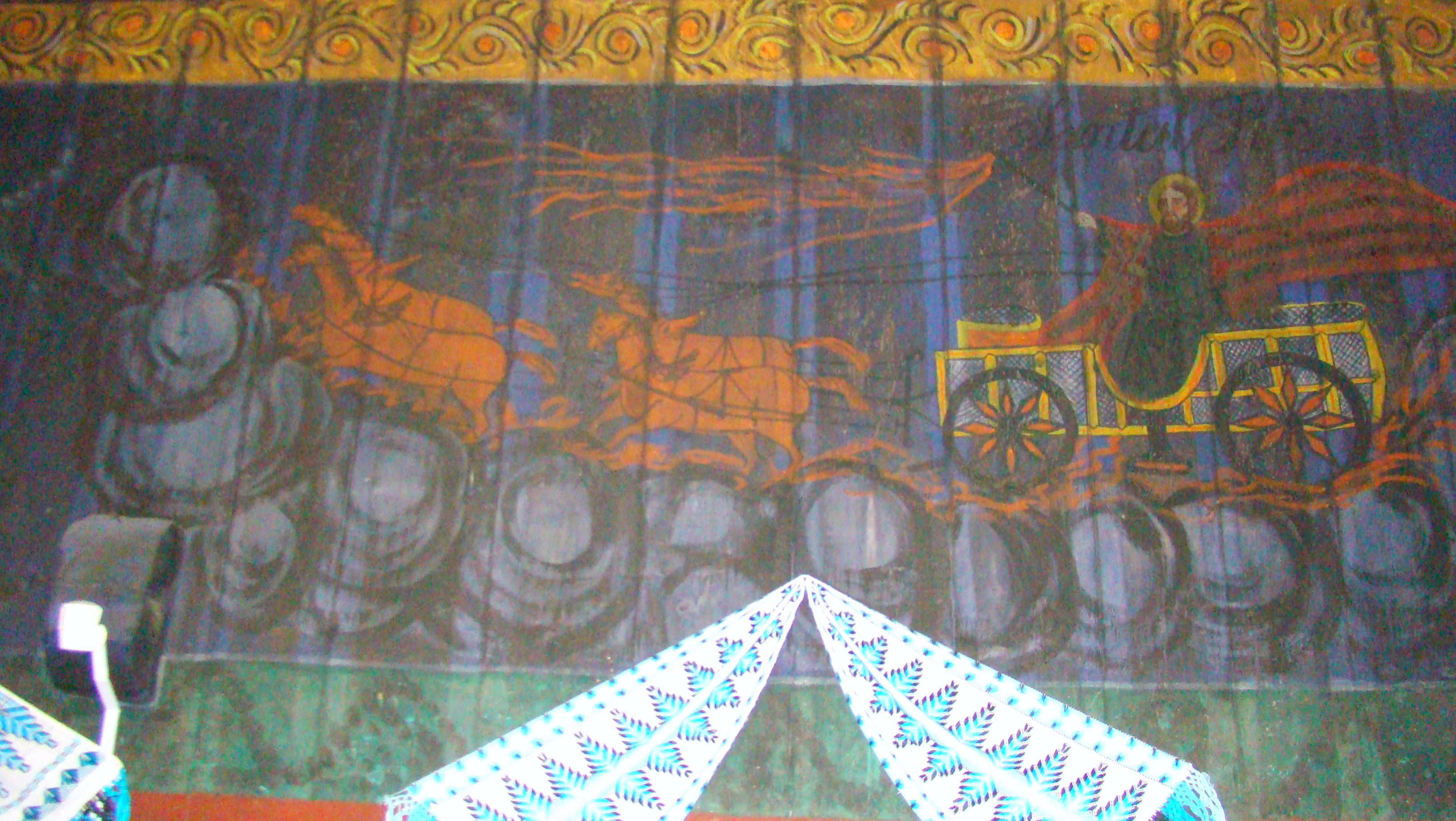
Sfântul Ilie
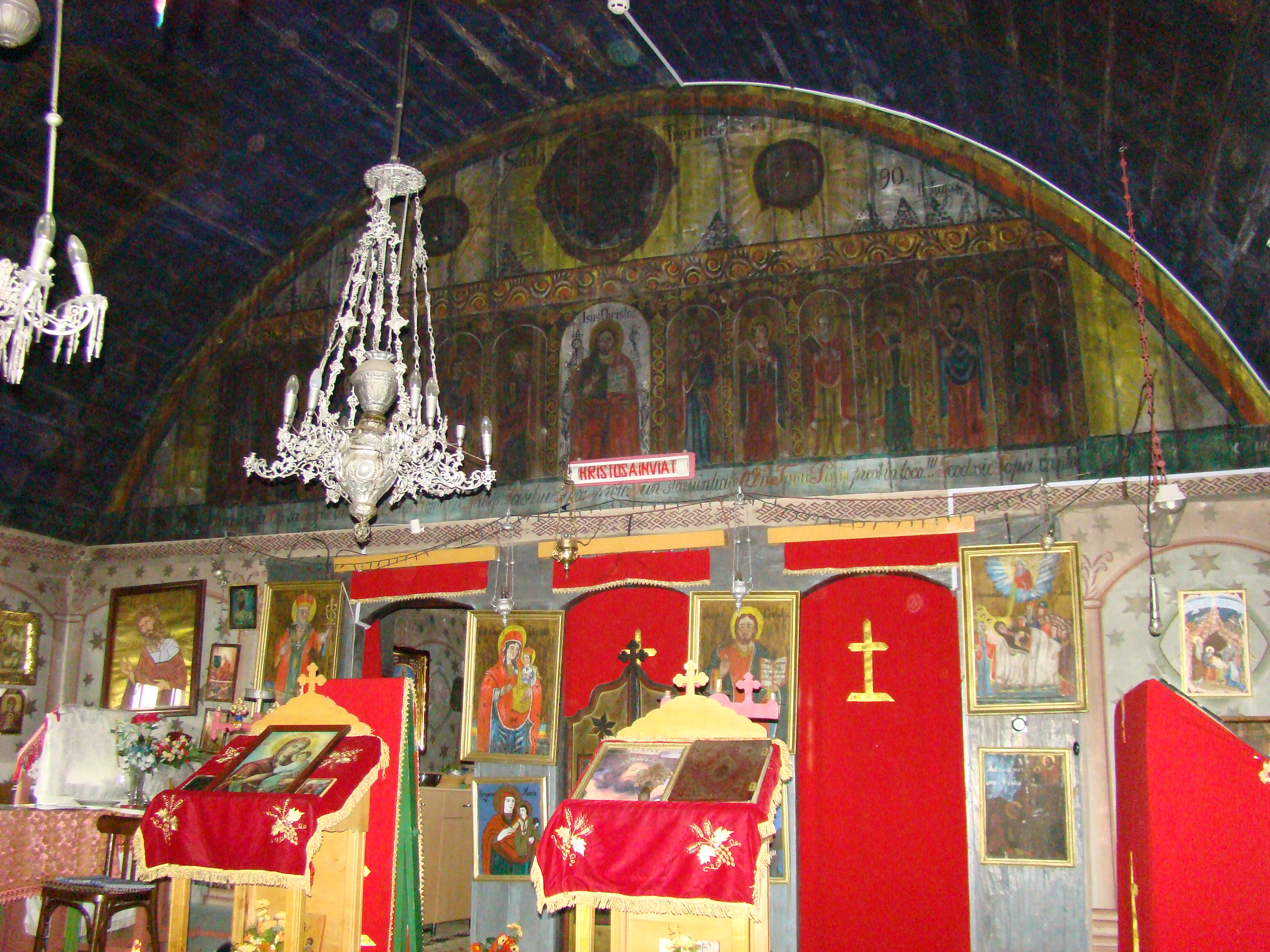
Catapeteasma
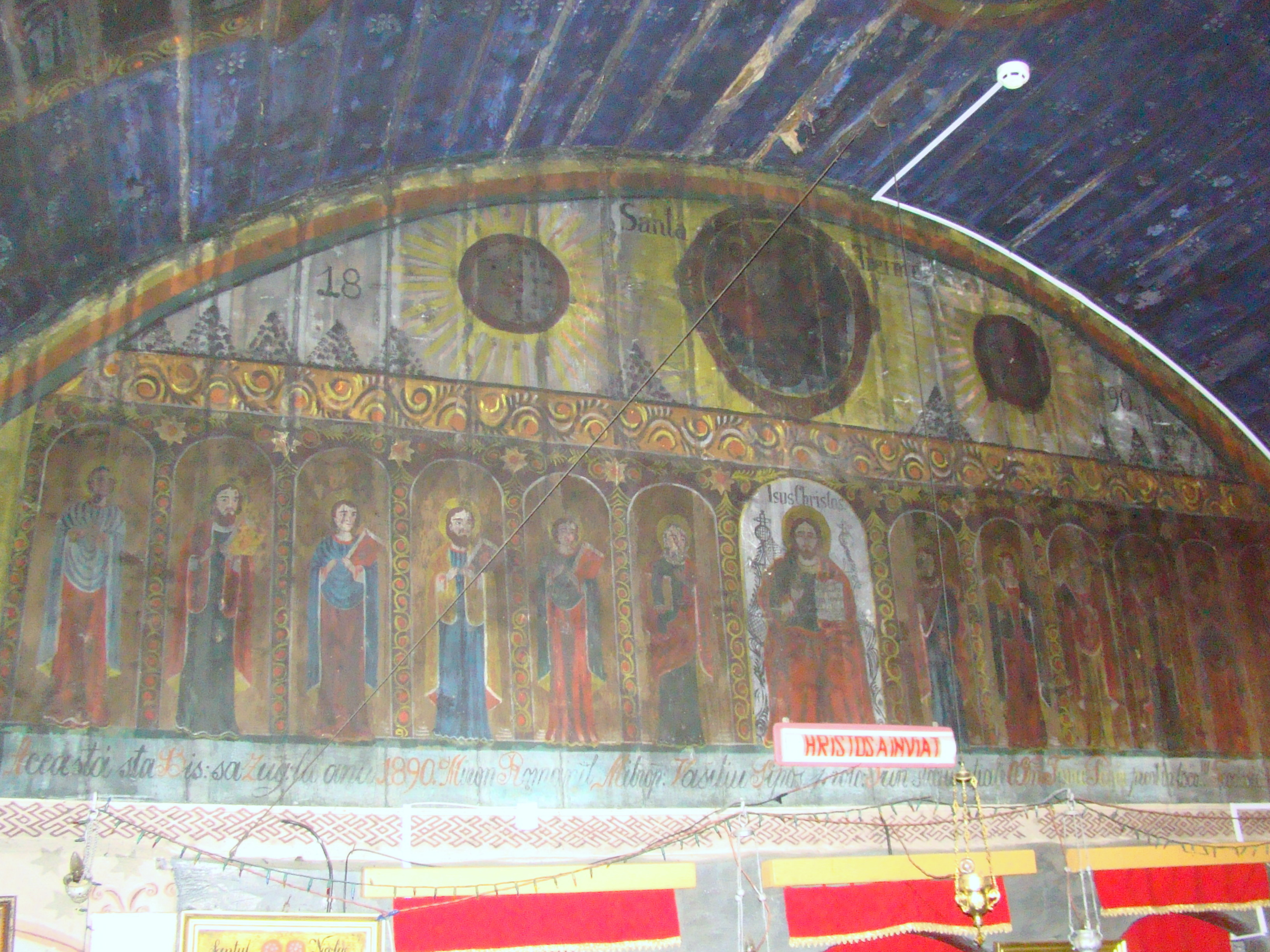
Timpanul de est al bolții naosului
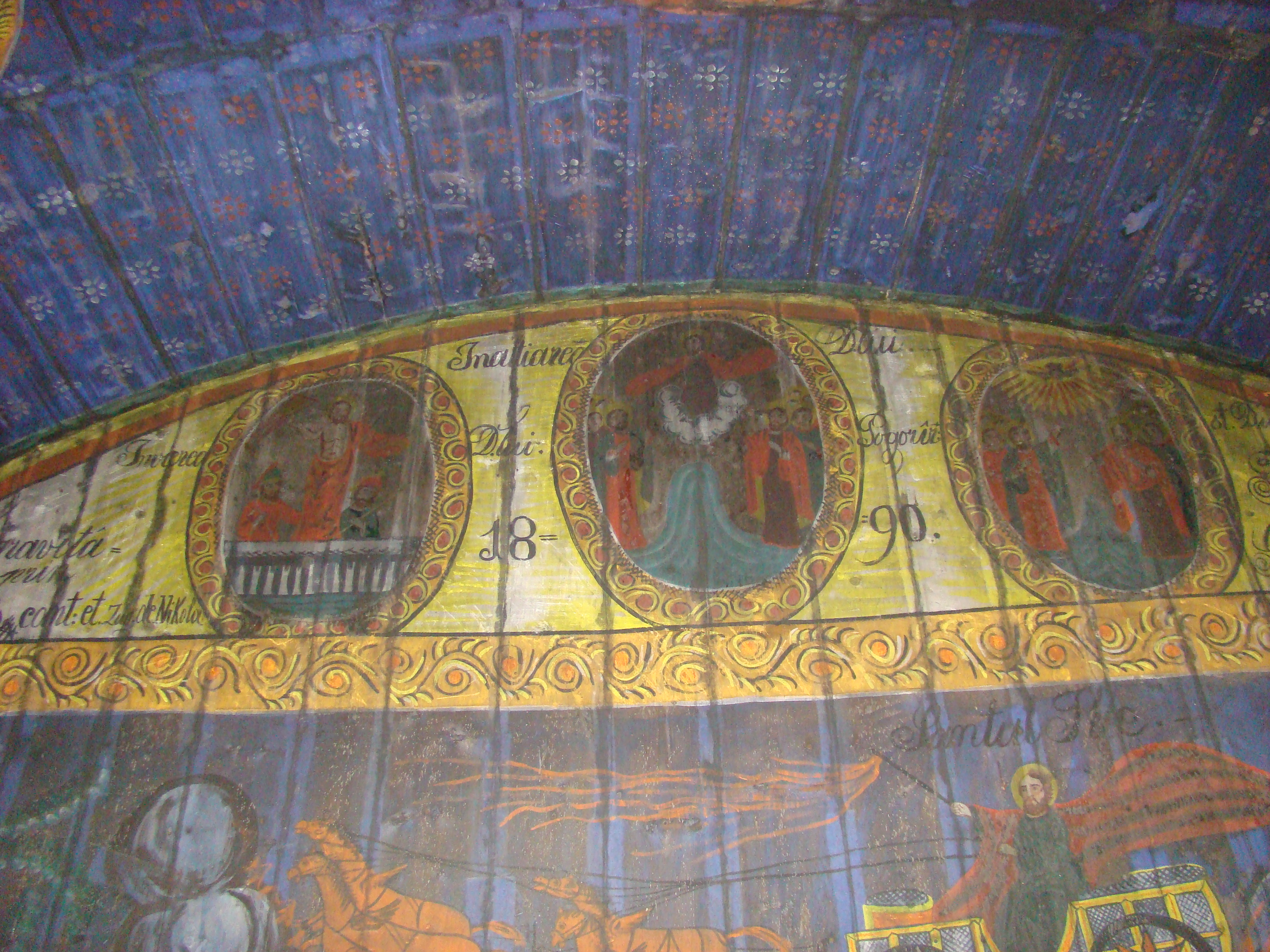
Timpanul de vest al bolții naosului cu iscălitura zugravului
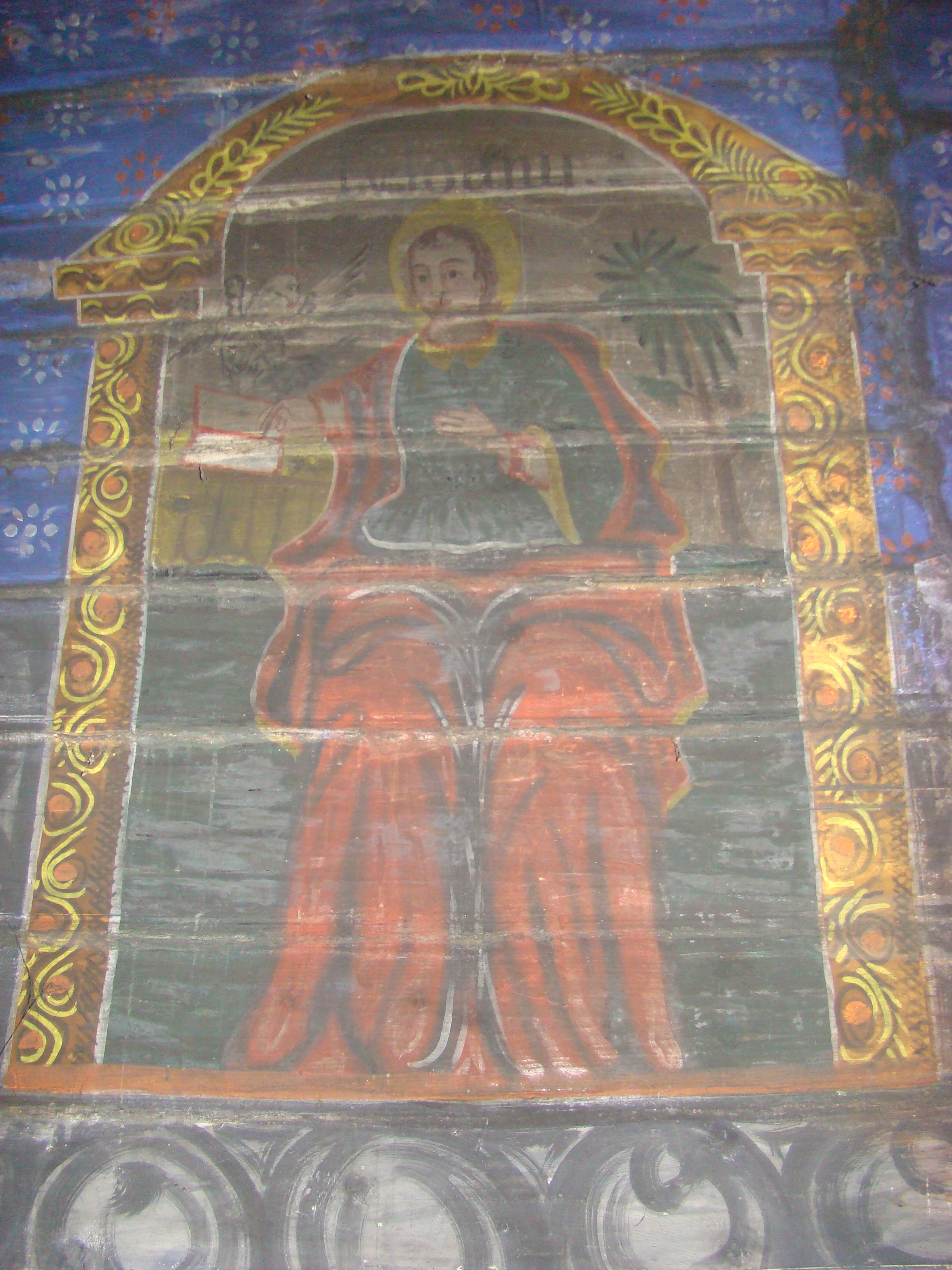
Evanghelistul Ioan
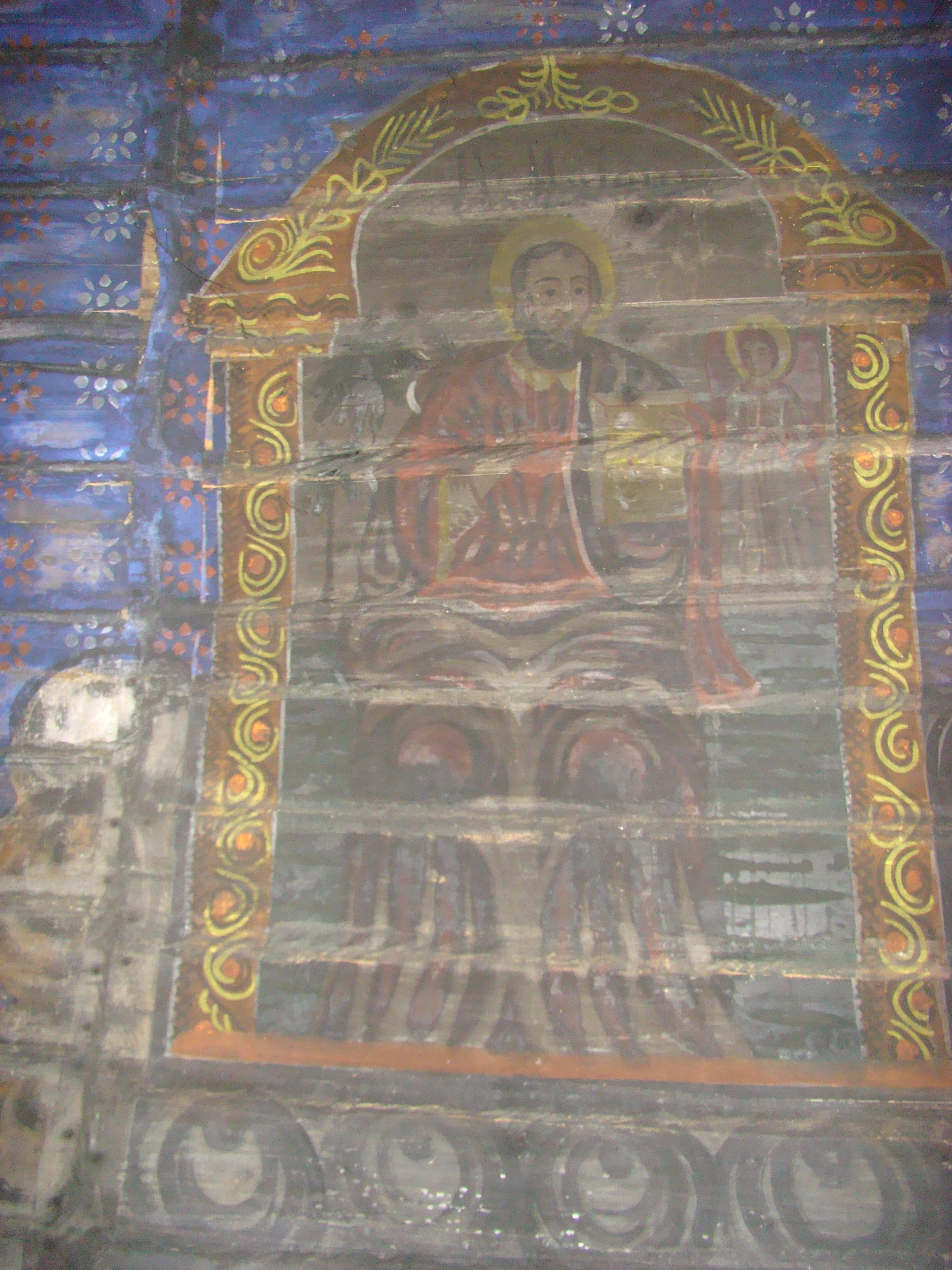
Evanghelistul Matei
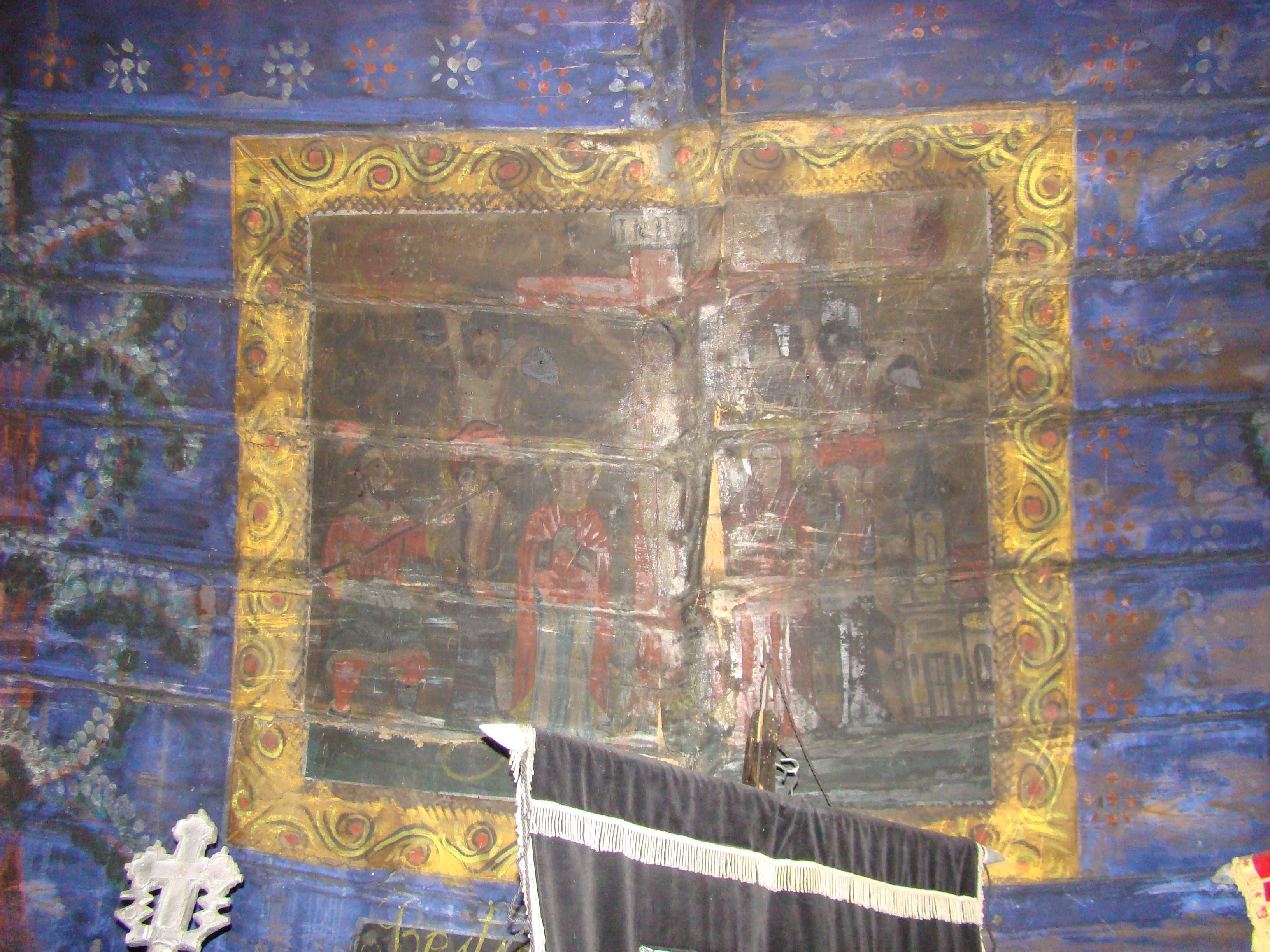
Răstignire
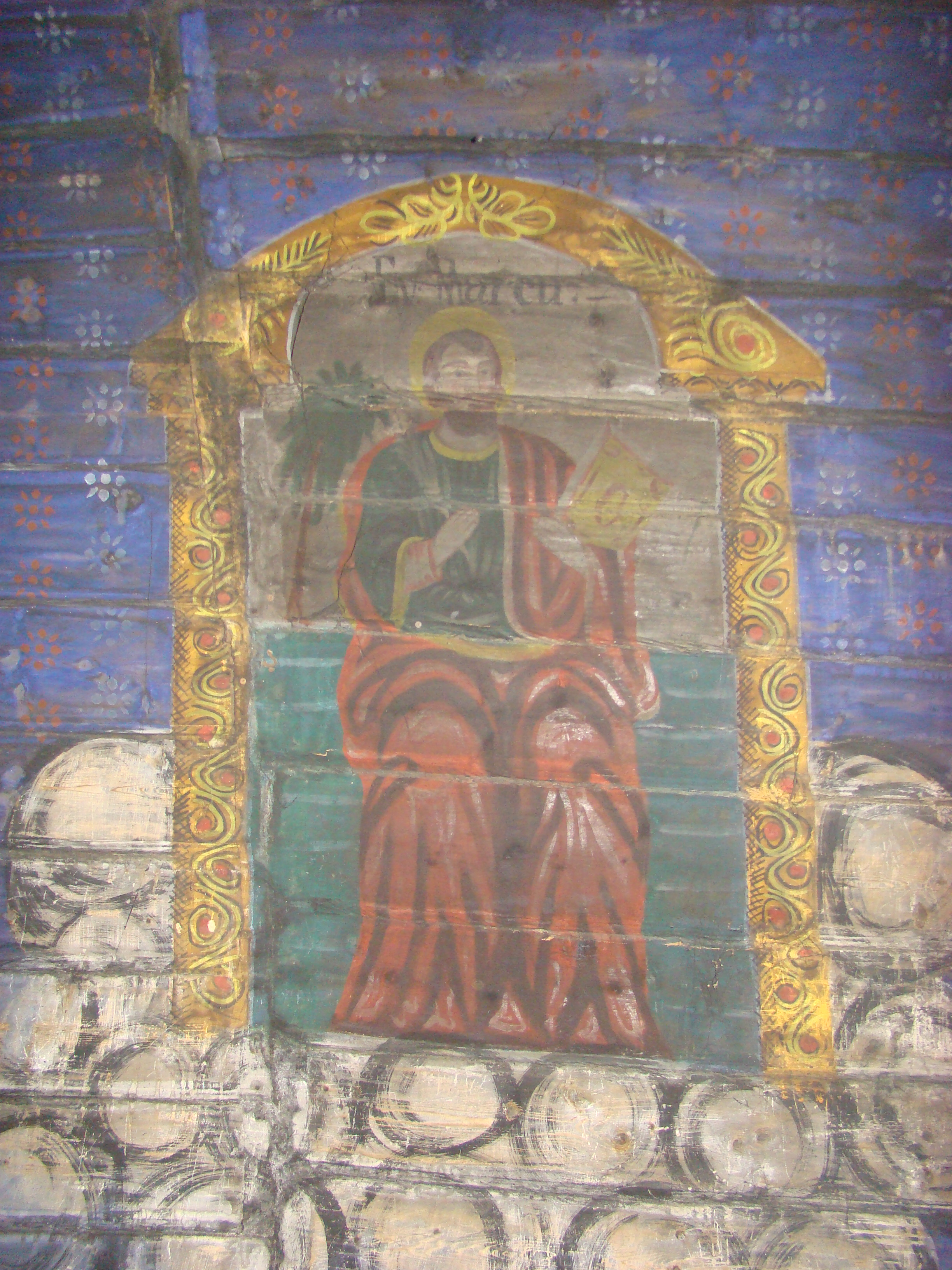
Evanghelistul Marcu
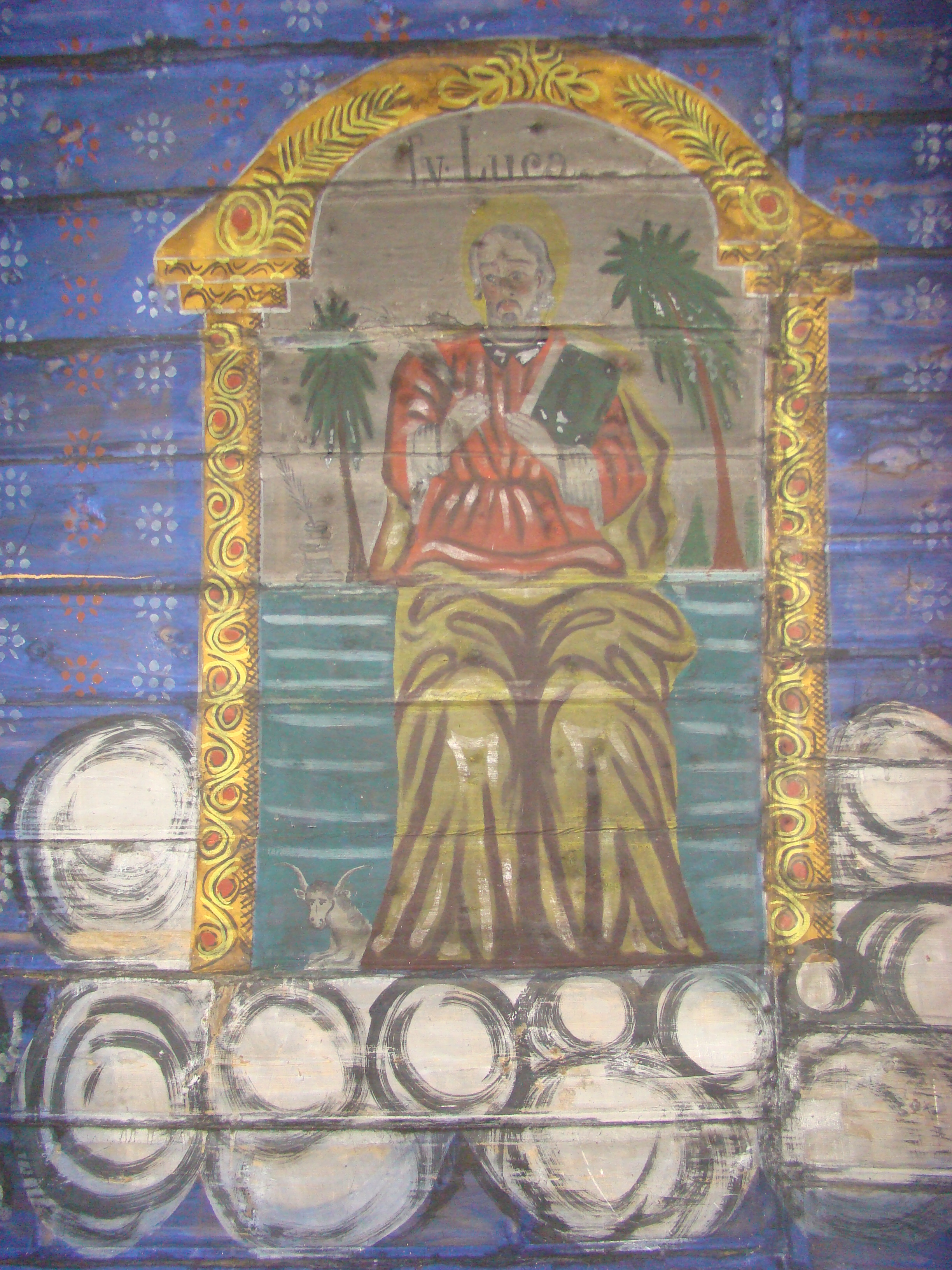
Evanghelistul Luca
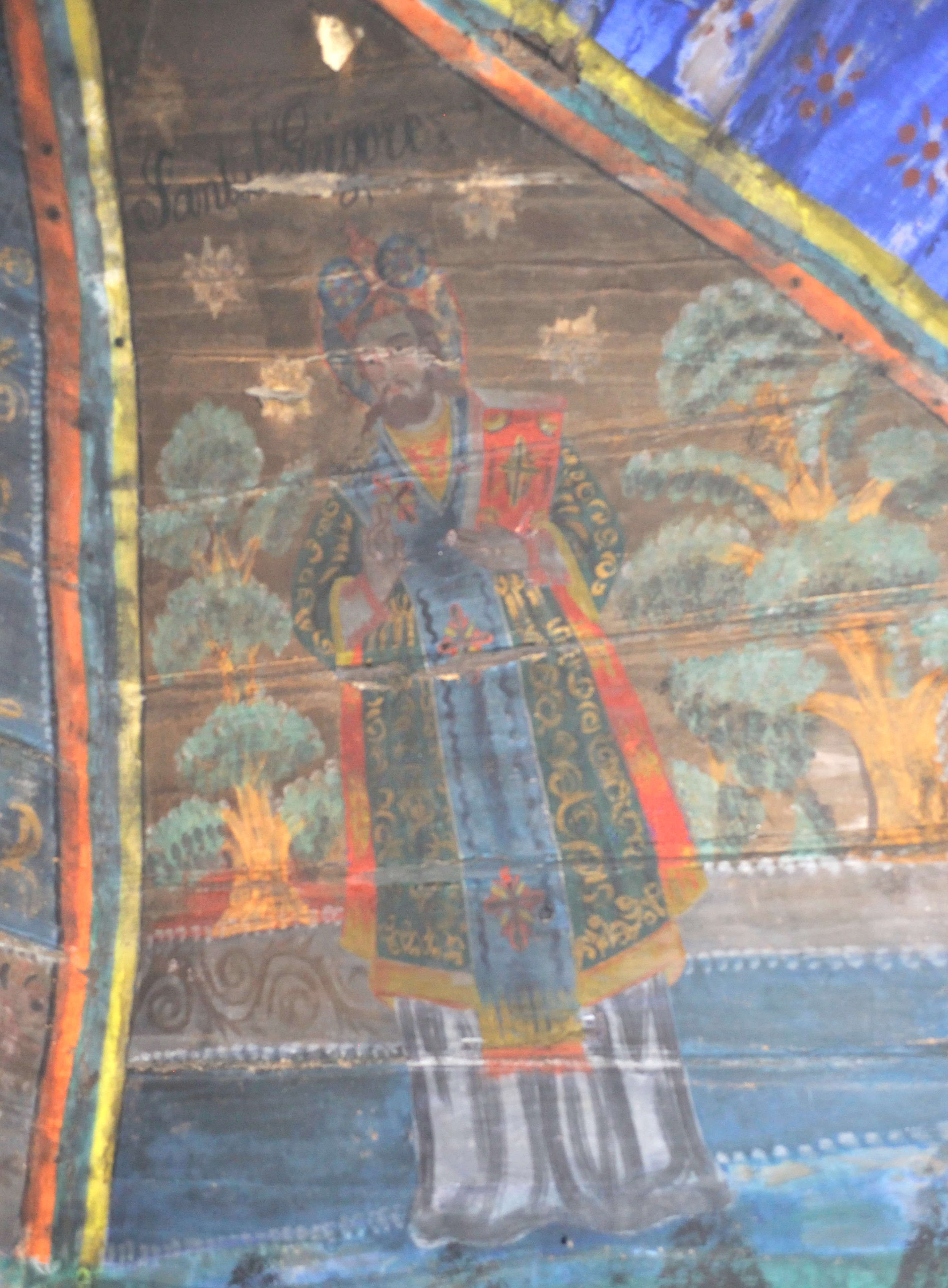
Sfântul Ierarh Grigore Teologul
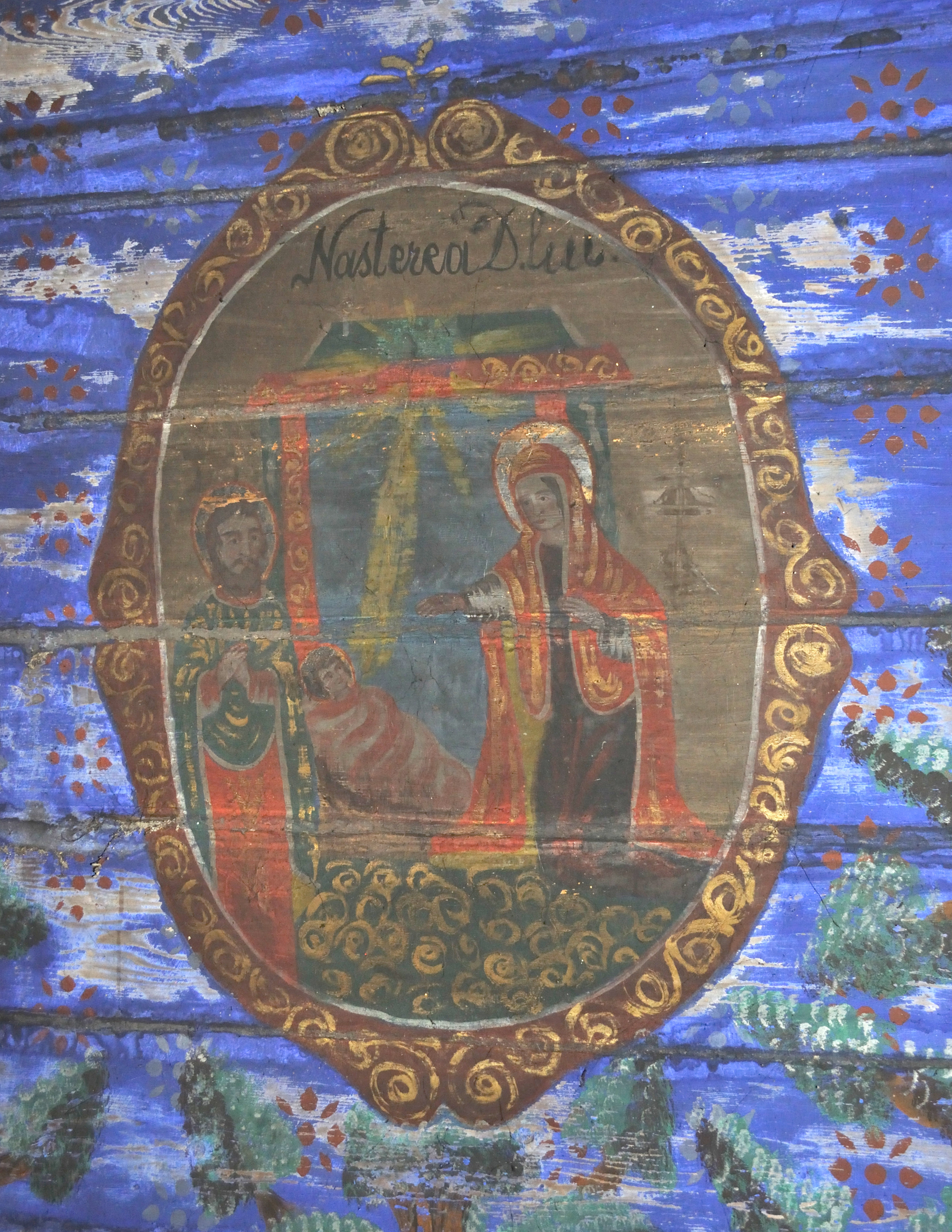
Nașterea Domnului
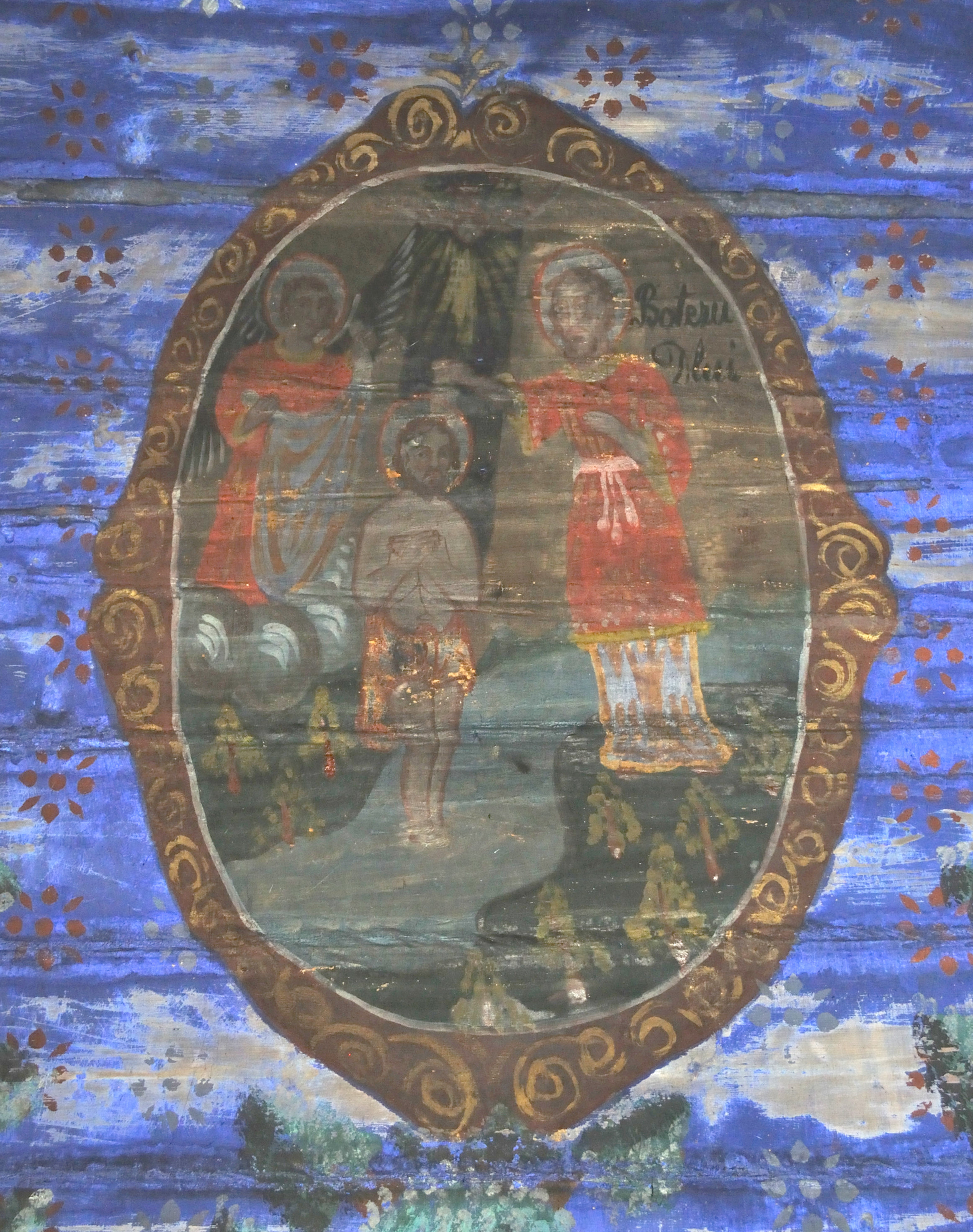
Botezul Domnului
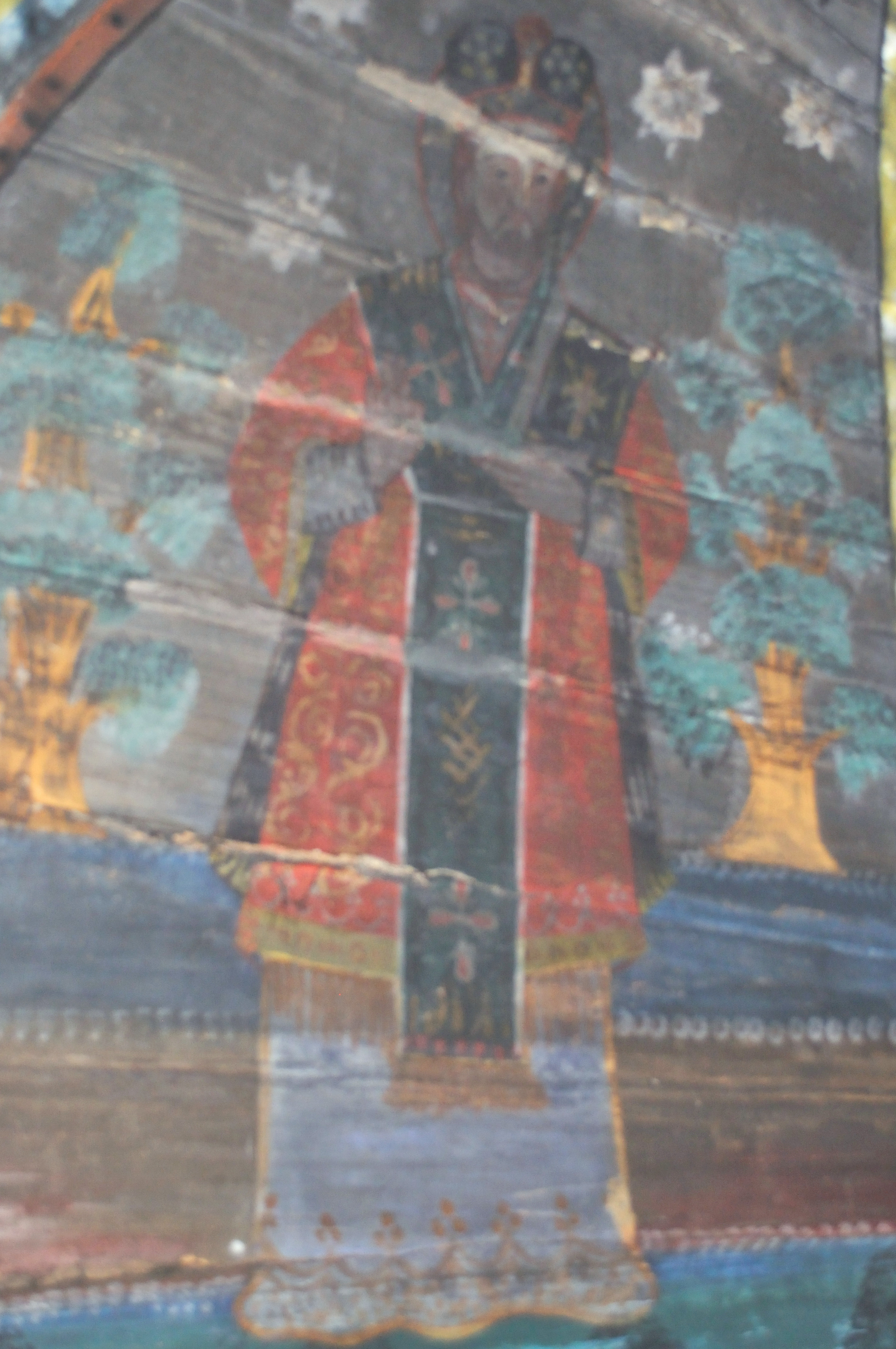
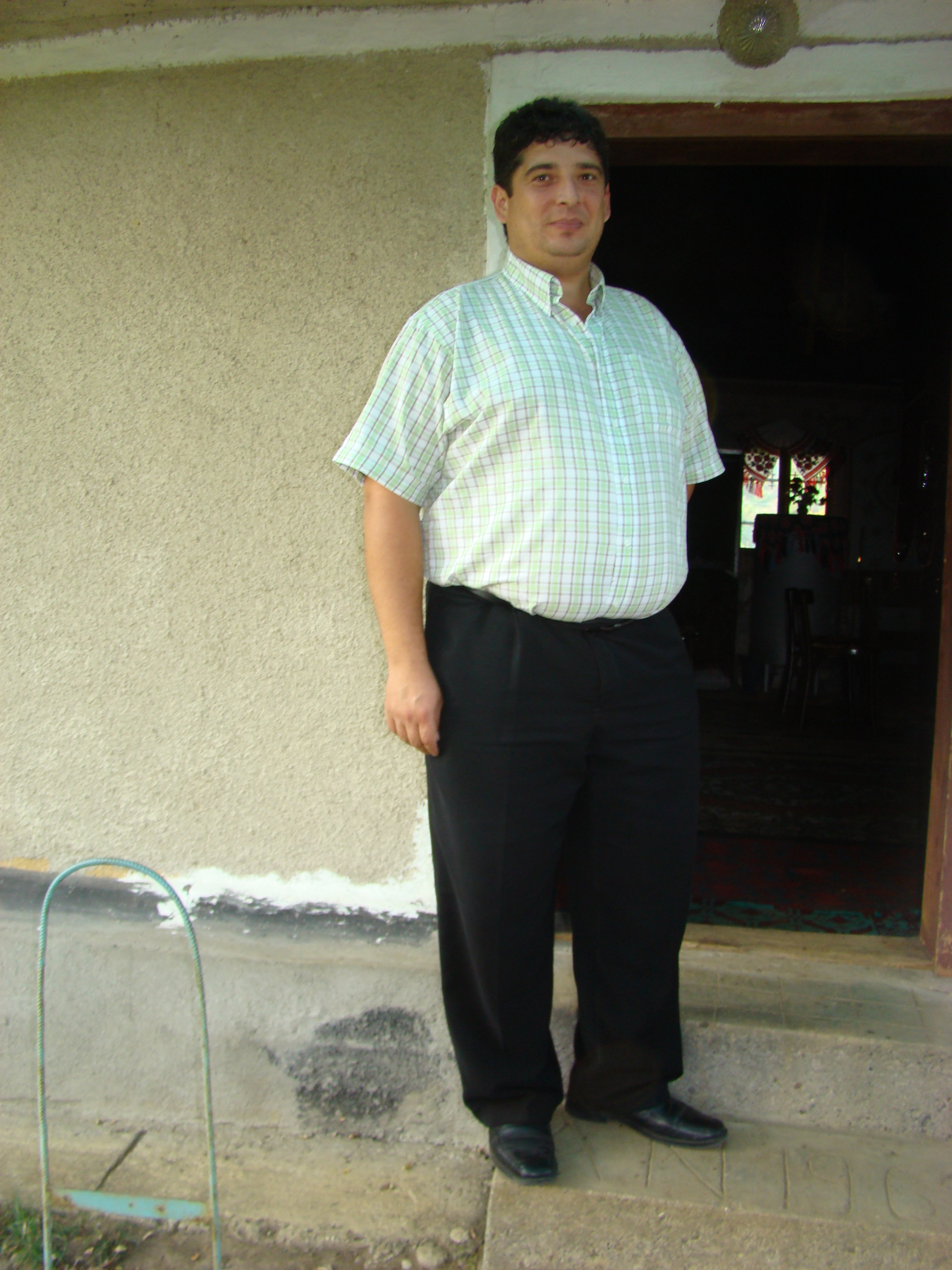
Preotul paroh Dospin Cristian